# Villers-sur-Mer
Pour les articles homonymes, voir Villers.
Villers-sur-Mer est une commune française, située dans le département du Calvados en région Normandie.
Bordée par la Manche, c'est une commune balnéaire et touristique.

## Géographie

### Situation

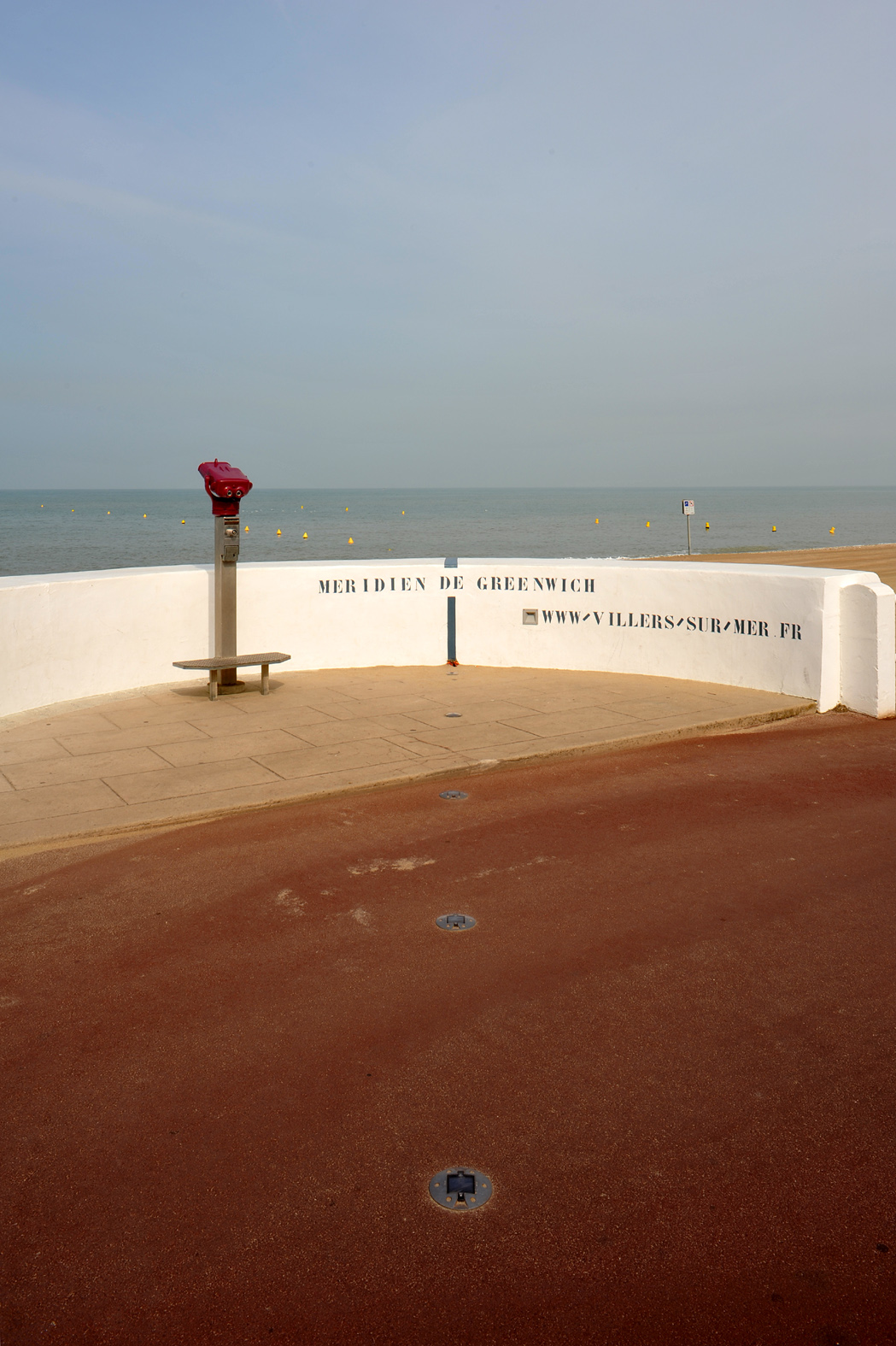
Belvédère du méridien de Greenwich.

La commune est située sur le littoral de la Manche, sur la Côte Fleurie, entre Deauville et Houlgate, à environ 45 km de Caen, 70 km du Havre, 100 km de Rouen, 200 km de Paris.
Villers-sur-Mer est également la commune française la plus septentrionale traversée par le méridien de Greenwich. Rénové en 2016, ce dernier est matérialisé par une ligne bleue sur le parapet de la digue centrale juste après le casino et par un marquage au sol lumineux. Cette ligne fictive est néanmoins décalée de 102,478 m vers l'ouest par rapport au méridien.

### Communes limitrophes
Les communes limitrophes sont Blonville-sur-Mer, Saint-Pierre-Azif, Saint-Vaast-en-Auge, Gonneville-sur-Mer et Auberville.
|                    | Mer de la Manche    |                   |
| Auberville         | Villers-sur-Mer     | Blonville-sur-Mer |
| Gonneville-sur-Mer | Saint-Vaast-en-Auge | Saint-Pierre-Azif |

### Géologie et relief

Carte géologique simplifiée du NW de la France.

La superficie de la commune est de 8,99 km2 ; son altitude varie de 3  à   136 mètres.
La commune est située dans la vallée de la Touques, large dépression qui entaille le plateau du Pays d'Auge et qui résulte de mouvements tectoniques sous la forme de horst et graben dont l'origine et le contrôle structural sont induits par le jeu de la faille de Villers. Cette vallée est une plaine alluviale encadrée d'escarpements plus ou moins vigoureux qui tranchent le bord de deux plateaux crayeux recouverts d'argile à silex sur lesquels se développent des hêtraies-chênaies (plateau à l'ouest sur lequel on peut apercevoir le clocher de Beaumont-en-Auge, plateau de Saint-Gatien à l'est avec le Mont Saint-Léger). Au quaternaire, la Touques faisait un coude vers l'ouest et contournait le mont Canisy pour se jeter à la mer au niveau du marais de Villers-Blonville.

### Hydrographie
La commune est située dans le bassin Seine-Normandie. Elle est drainée par le ruisseau de Saint-Vaast, le ruisseau de Valadre, le fossé 01 de la Butte au Vilain, le fossé 01 du Lieu Favrol, le cours d'eau 01 de la commune de Blonville-sur-Mer, le cours d'eau 01 de la commune de Villers-sur-Mer, le canal 01 du Hameau Goblin et le canal 02 du Hameau Goblin,,.

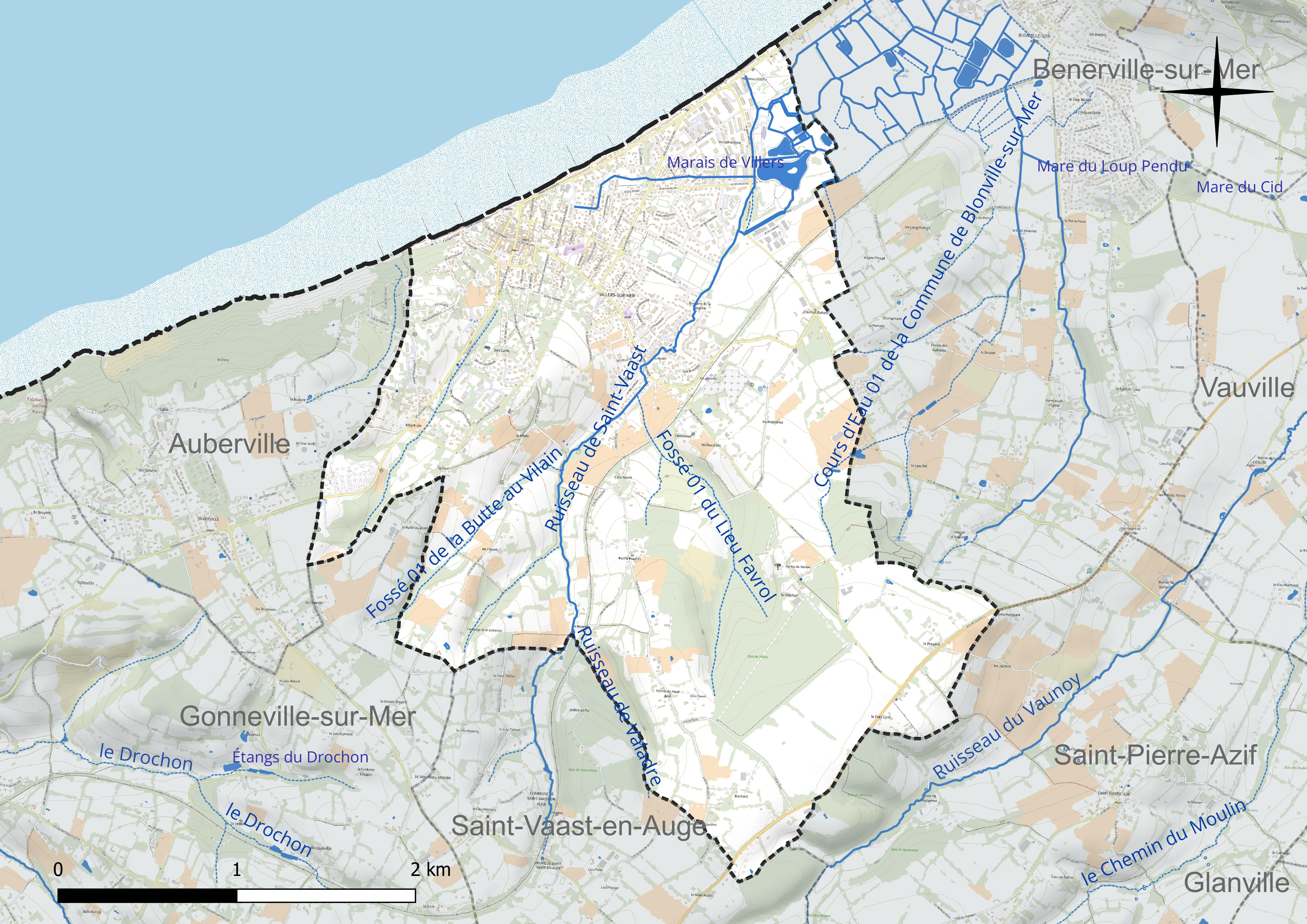
Réseau hydrographique de Villers-sur-Mer.

Un plan d'eau complète le réseau hydrographique : le marais de Villers (3,1 ha),.

### Climat
Pour des articles plus généraux, voir Climat de la Normandie et Climat du Calvados.
En 2010, le climat de la commune est de type climat océanique altéré, selon une étude du CNRS s'appuyant sur une série de données couvrant la période 1971-2000. En 2020, Météo-France publie une typologie des climats de la France métropolitaine dans laquelle la commune est exposée à un climat océanique et est dans la région climatique Côtes de la Manche orientale, caractérisée par un faible ensoleillement (1 550 h/an) ; forte humidité de l'air (plus de 20 h/jour avec humidité relative > 80 % en hiver), vents forts fréquents. Parallèlement le GIEC normand, un groupe régional d'experts sur le climat, différencie quant à lui, dans une étude de 2020, trois grands types de climats pour la région Normandie, nuancés à une échelle plus fine par les facteurs géographiques locaux. La commune est, selon ce zonage, exposée à un « climat contrasté des collines », correspondant au Pays d'Auge, Lieuvin et Roumois, moins directement soumis aux flux océaniques et connaissant toutefois des précipitations assez marquées en raison des reliefs collinaires qui favorisent leur formation.
Pour la période 1971-2000, la température annuelle moyenne est de 10,7 °C, avec une amplitude thermique annuelle de 12 °C. Le cumul annuel moyen de précipitations est de 755 mm, avec 11,6 jours de précipitations en janvier et 7,9 jours en juillet. Pour la période 1991-2020, la température moyenne annuelle observée sur la station météorologique la plus proche, située sur la commune de Deauville à 7 km à vol d'oiseau, est de 0,0 °C et le cumul annuel moyen de précipitations est de 0,0 mm. Pour l'avenir, les paramètres climatiques de la commune estimés pour 2050 selon différents scénarios d'émission de gaz à effet de serre sont consultables sur un site dédié publié par Météo-France en novembre 2022.

## Urbanisme

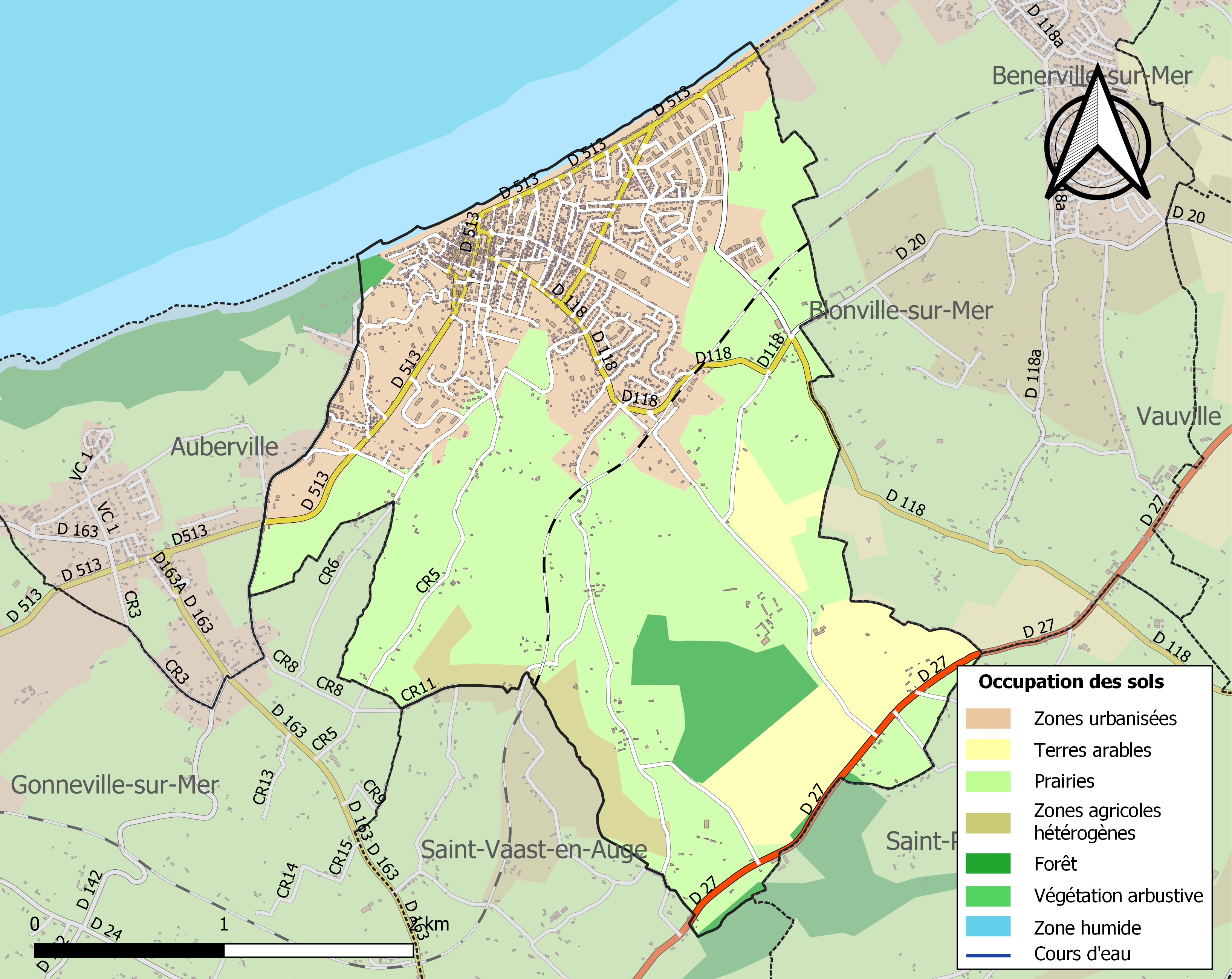
Carte des infrastructures et de l'occupation des sols de la commune en 2018 (CLC).

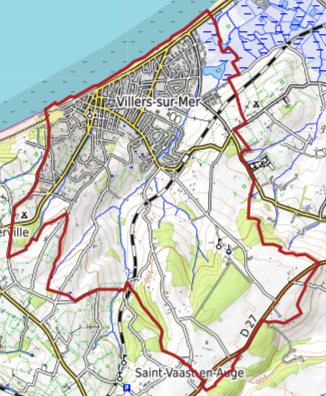
Carte topographique de la commune.

### Typologie
Au 1er janvier 2024, Villers-sur-Mer est catégorisée bourg rural, selon la nouvelle grille communale de densité à 7 niveaux définie par l'Insee en 2022.
Elle appartient à l'unité urbaine de Dives-sur-Mer, une agglomération intra-départementale dont elle est une commune de la banlieue,. Par ailleurs la commune fait partie de l'aire d'attraction de Trouville-sur-Mer, dont elle est une commune de la couronne,. Cette aire, qui regroupe 35 communes, est catégorisée dans les aires de moins de 50 000 habitants,.
La commune, bordée par la baie de Seine, est également une commune littorale au sens de la loi du 3 janvier 1986, dite loi littoral. Des dispositions spécifiques d'urbanisme s'y appliquent dès lors afin de préserver les espaces naturels, les sites, les paysages et l'équilibre écologique du littoral, tel le principe d'inconstructibilité, en dehors des espaces urbanisés, sur la bande littorale des 100 mètres, ou plus si le plan local d'urbanisme le prévoit.

### Occupation des sols
L'occupation des sols de la commune, telle qu'elle ressort de la base de données européenne d'occupation biophysique des sols Corine Land Cover (CLC), est marquée par l'importance des territoires agricoles (63,3 % en 2018), en diminution par rapport à 1990 (67,9 %). La répartition détaillée en 2018 est la suivante : prairies (49,6 %), zones urbanisées (31,3 %), terres arables (10,3 %), forêts (5,4 %), zones agricoles hétérogènes (3,4 %). L'évolution de l'occupation des sols de la commune et de ses infrastructures peut être observée sur les différentes représentations cartographiques du territoire : la carte de Cassini (XVIIIe siècle), la carte d'état-major (1820-1866) et les cartes ou photos aériennes de l'IGN pour la période actuelle (1950 à aujourd'hui).

### Habitat et logement
En 2020, le nombre total de logements dans la commune était de 9 451, alors qu'il était de 9 695 en 2015 et de 9 647 en 2010.
Parmi ces logements, 15,8 % étaient des résidences principales, 83 % des résidences secondaires et 1,2 % des logements vacants. Ces logements étaient pour 21,5 % d'entre eux des maisons individuelles et pour 78,5 % des appartements.
Le tableau ci-dessous présente la typologie des logements à Villers-sur-Mer en 2020 en comparaison avec celle du Calvados et de la France entière. Une caractéristique marquante du parc de logements est ainsi une proportion de résidences secondaires et logements occasionnels (83 %, très) supérieure à celle du département (17,9 %) et à celle de la France entière (9,7 %), caractéristique d'une commune très touristique. Concernant le statut d'occupation de ces logements, 63,6 % des habitants de la commune sont propriétaires de leur logement (61,2 % en 2015), contre 57,2 % pour le Calvados et 57,5 pour la France entière.
| Typologie                                               | Villers-sur-Mer | Calvados | France entière |
| ------------------------------------------------------- | --------------- | -------- | -------------- |
| Résidences principales (en %)                           | 15,8            | 75,3     | 82,1           |
| Résidences secondaires et logements occasionnels (en %) | 83              | 17,9     | 9,7            |
| Logements vacants (en %)                                | 1,2             | 6,8      | 8,2            |

### Voies de communication et transports

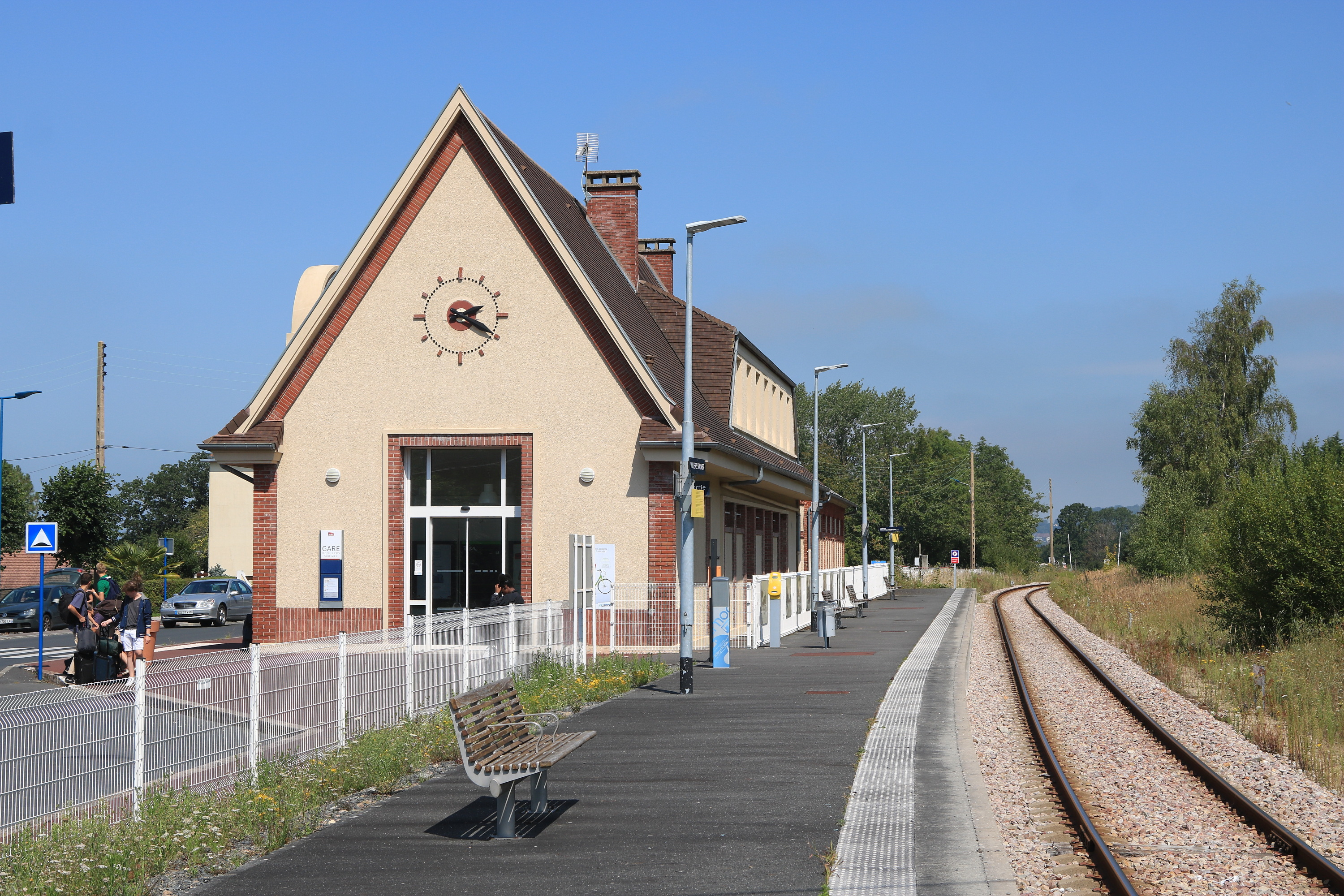
La gare.

La gare de Villers-sur-Mer, établie sur la ligne de Mézidon à Trouville - Deauville, est une halte ferroviaire rénovée en 2011 desservie par les trains TER Normandie qui effectuent des missions entre les gares de Trouville - Deauville et Dives - Cabourg.

### Risques naturels et technologiques
La commune est susceptible d'être concernée par le retrait du trait de côte. Toutefois, le conseil municipal a voté à l'unanimité en février 2022 contre l'inclusion de Villers-sur-Mer dans la liste des communes du Calvados concernées par les servitudes prévues par la loi dite climat et résilience, qui limiteraient les possibilités de construire dans les zones exposées à ce risque d'érosion d'ici 30 à cent ans,.

## Toponymie
Le nom de la localité est attesté sous les formes Villaris en 1282,.
L'appellatif toponymique Villers est issu du gallo-roman villare, issu lui-même du latin villa rustica, « domaine rural ».

Le locatif sur-Mer est présent dès 1801, mais absent sur la carte de Cassini (1758).
Le gentilé est Villersois.

## Histoire

### Antiquité
L'occupation humaine du site de Villers est attestée par les archéologues depuis le premier siècle avant J.-C. puisque lors de la construction de nombreuses villas, au XIXe siècle, il a été trouvé des poteries datant de cette époque.
Ces poteries démontrent l'existence sur le site de Villers, au bord du Marais et en contrebas des collines, d'une « industrie ayant en partie pour base l'argile » en rapport avec « l'extraction de sel marin » qui s'est perpétuée jusqu'au XIXe siècle : la méthode consistant à laver les sables salés puis à porter à ébullition les eaux de lavage pour en extraire le sel après séchage.
Le nom du lieu-dit « les Salines » en témoigne.
L'occupation a perduré à l'époque romaine : il existait d'ailleurs une voie romaine succédant à une voie gauloise (lieu-dit la « Vé Maine) dans le même quartier où ont été trouvées les poteries gauloises.
À la suite du recul du trait de côte dû à l'érosion marine, le bourg gallo-romain a disparu sous la plage.

### Temps modernes
La carte de Cassini, datant du XVIIIe siècle, fait apparaître une église, deux fermes (la Motte et la Fontaine) et le château.

### Époque contemporaine
Il semble que Villers-sur-Mer (alors appelée Villers) présentait plutôt l'aspect, au début du XIXe siècle, d'une agglomération de hameaux. On pouvait ainsi constater sur le cadastre le château avec son manoir et, parsemées, diverses fermes.

Publicité pour Villers-sur-Mer en 1910.

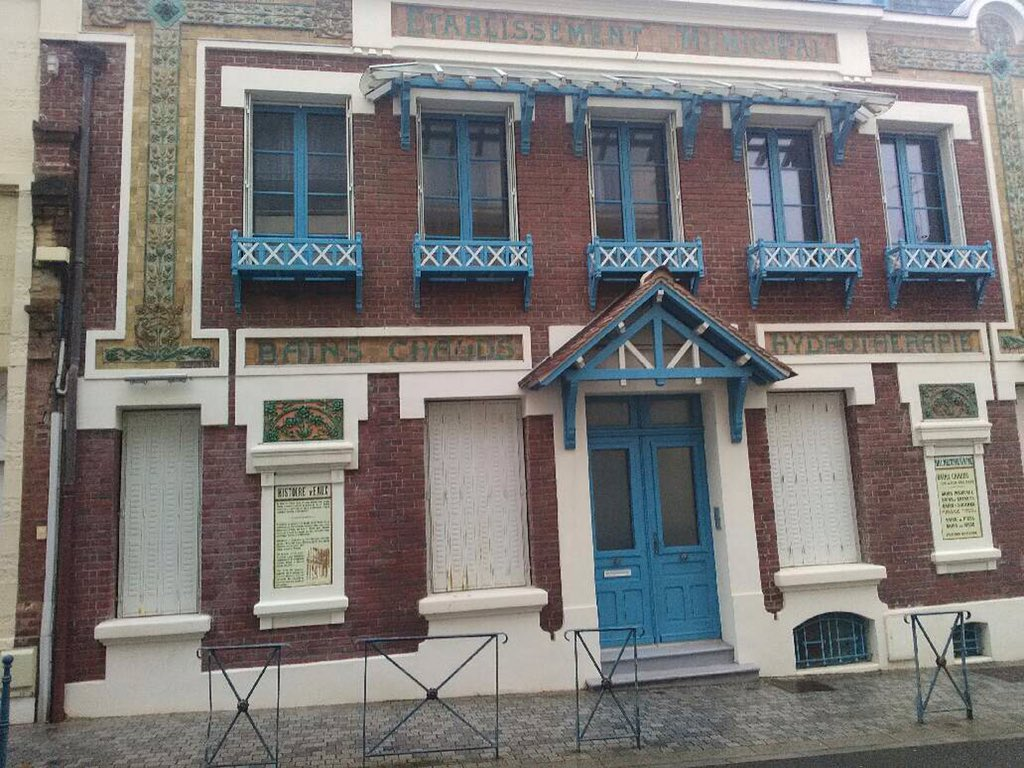
Façade Art déco de la maison d'hôtes Villa d'Eaux qui a investi en 2018 les anciens bains-douches de Villers-sur-Mer.

La station balnéaire de Villers-sur-Mer aurait été créée en 1856 après celles de Trouville-sur-Mer (1825), Beuzeval (1849-1850), Cabourg (1853), Houlgate (1854), Deauville n'ayant été créée qu'en 1859. L'endroit aurait été apprécié dans les années 1840 par certains artistes (Paul Huet, Constant Troyon, Alphonse Karr).
La station est fondée par Félix Pigeory, architecte à Paris, créateur et rédacteur de la Revue des Beaux-Arts, et par Pierre-Michel-François Chevalier dit « Pitre-Chevalier », succédant à la direction du journal Le Figaro à Alphonse Karr, qui l'aurait donc initié aux charmes de Villers-sur-Mer.
La station se serait d'abord développée vers le secteur des Falaises des Vaches Noires, qui offre à la fois les avantages de la mer et de la campagne (Villers à l'est était marquée par des terrains marécageux). À la fin des années 1850, la station possédait une cinquantaine de constructions et un casino (d'abord en bois sur pilotis puis en dur face à la mer).
Entre 1870 et 1900, la station se développe, sans doute grâce à la mise en service d'une première partie de la ligne de chemin de fer en 1882, avec l'installation d'un second casino, la construction de nombreuses villas dans le quartier historique des falaises puis vers les terrains marécageux de l'est qui se développeront principalement autour de 1900. En 1883, la station comporte plus de 190 constructions, l'hôtel de ville étant érigé en 1887. Villers-sur-Mer est alors une station familiale réputée. Le Villers-sur-Mer des Villersois se développe également dans le centre-ville et dans les rues plus marginales à l'époque (rues Fanneau, Sandret, Forin).

Villers-sur-Mer au tout début du XXe siècle
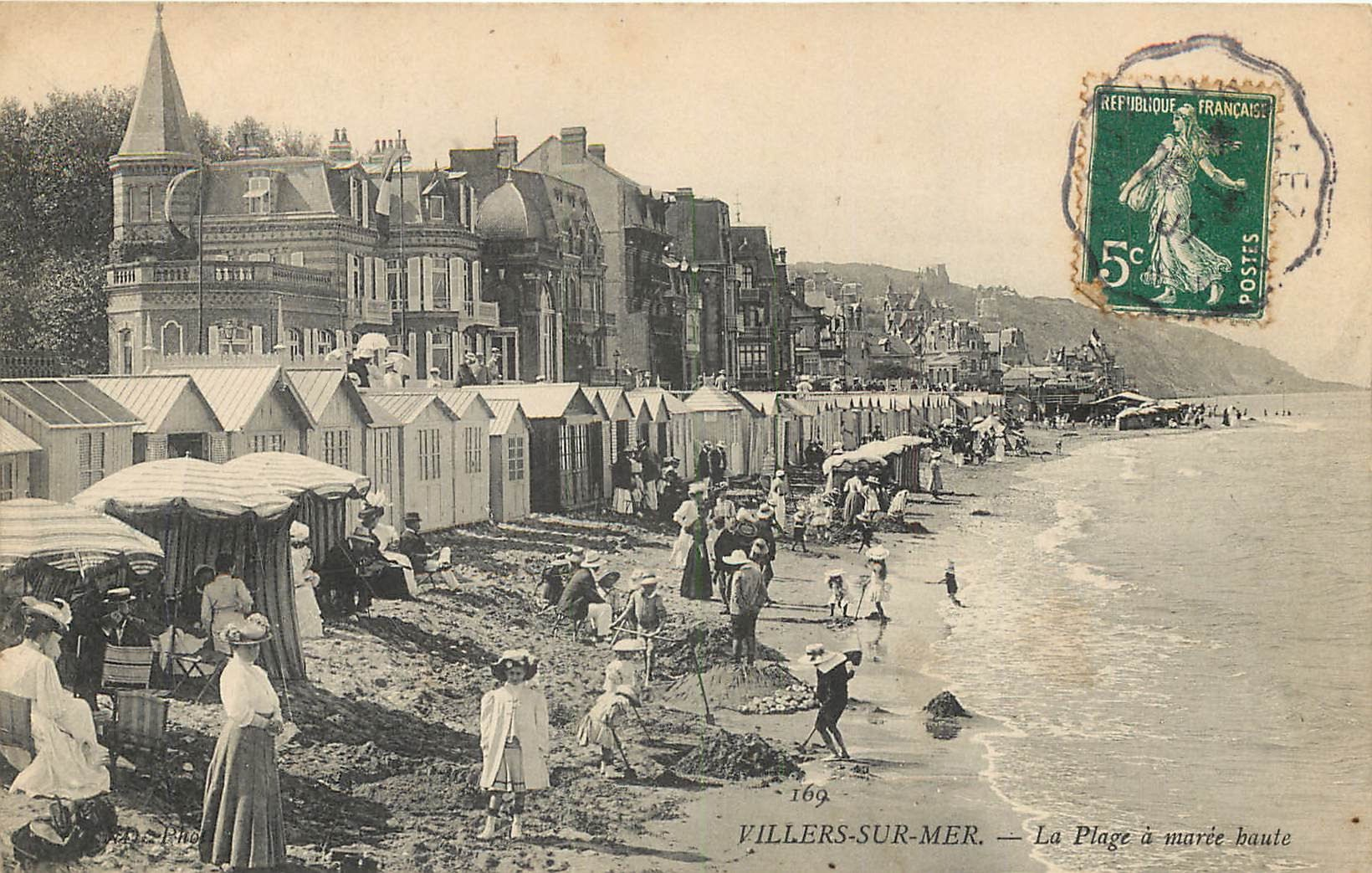
La plage en 1907.
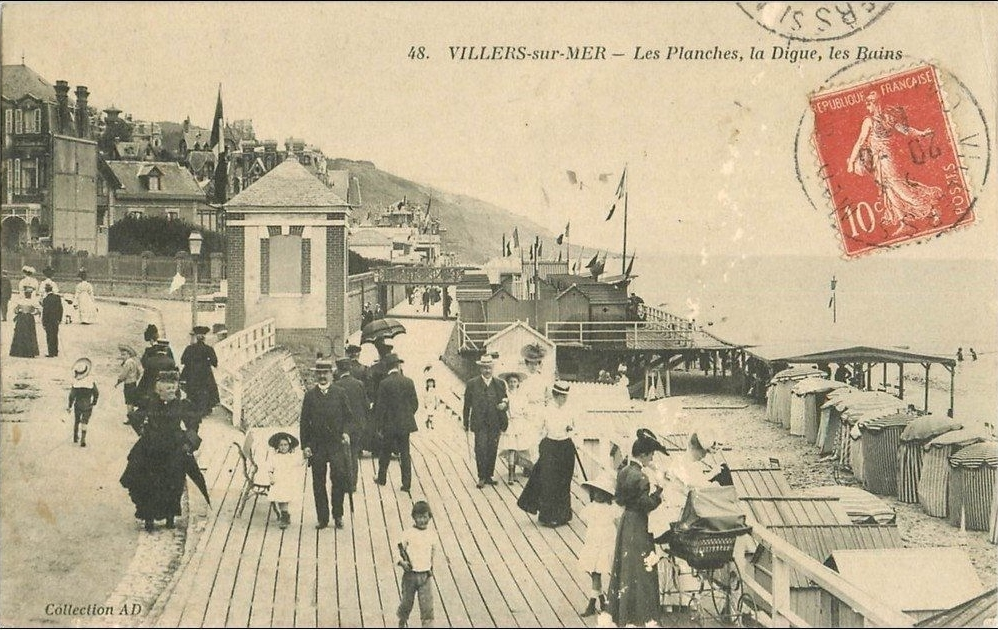
Les planches vers 1910.
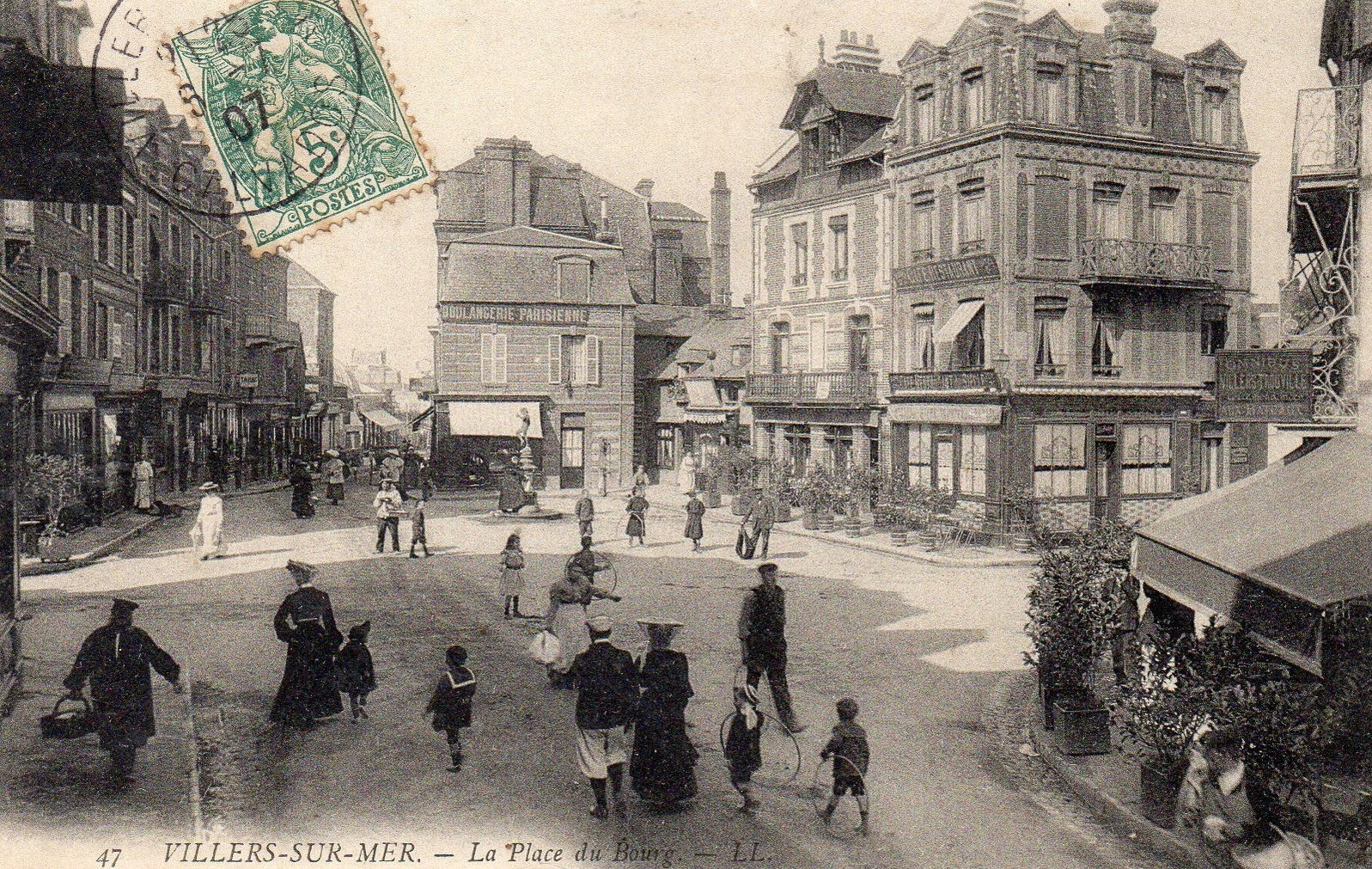
La place en 1907 avec jeux d'enfants.
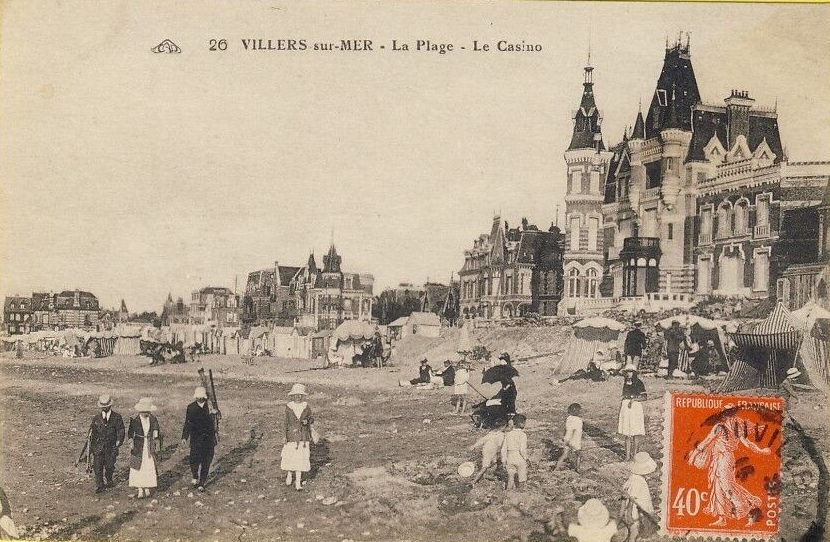
La plage et le casino.
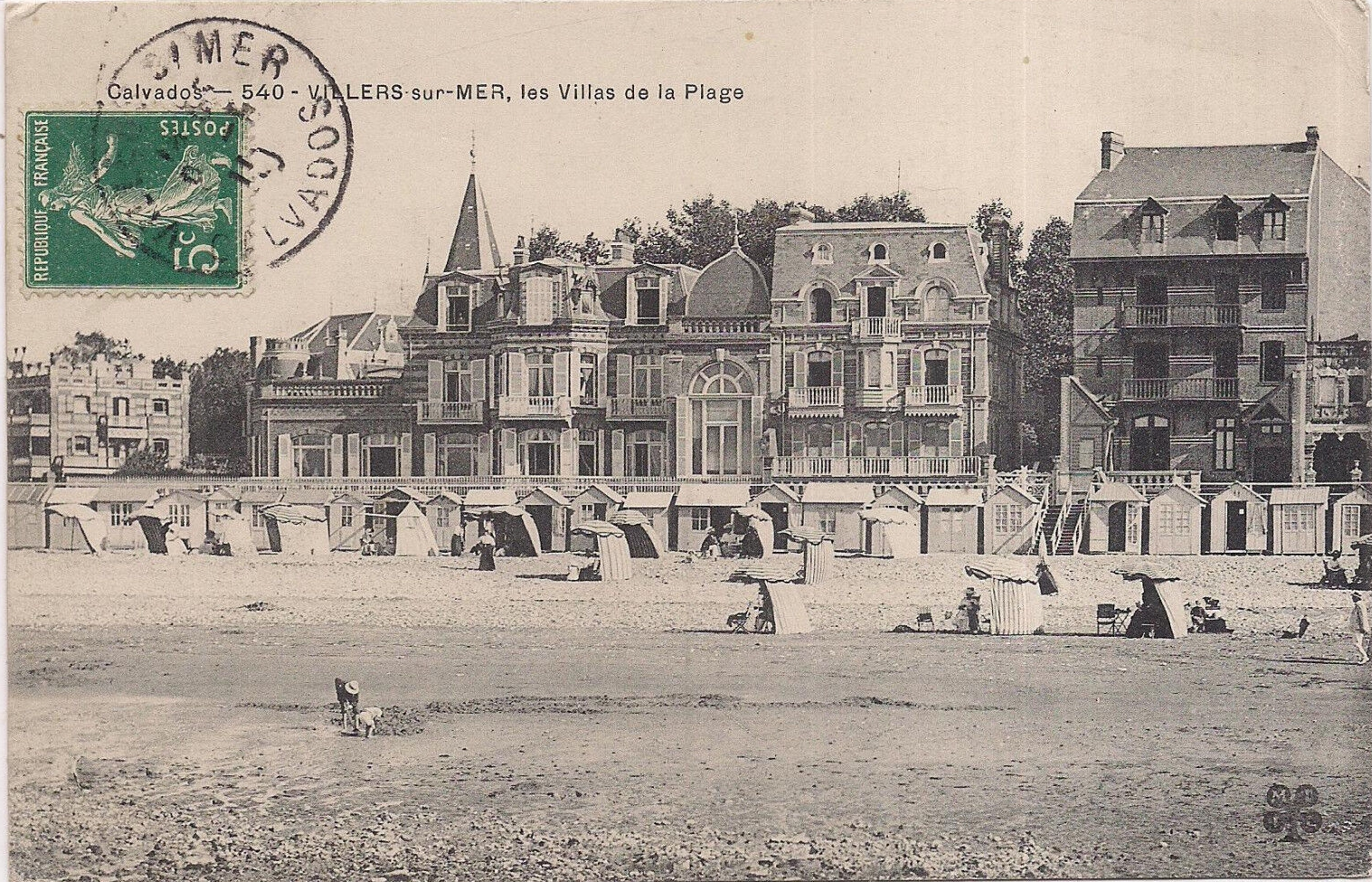
Les villas de la plage.
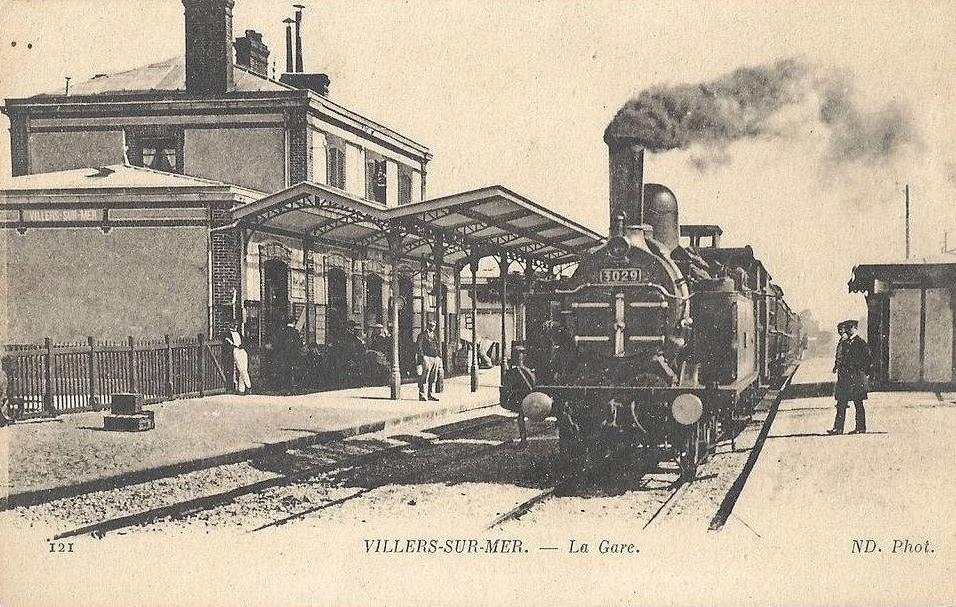
La gare.
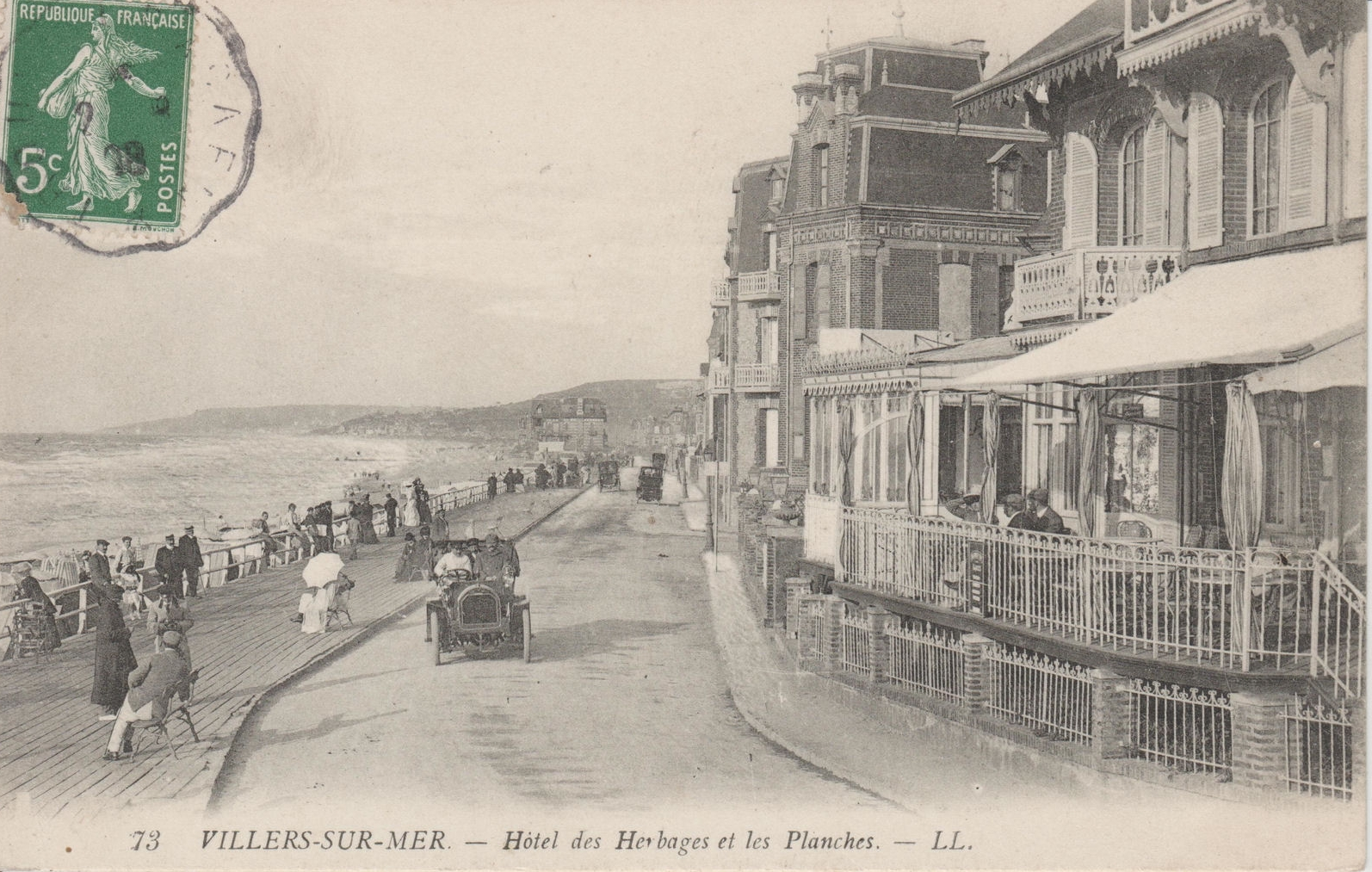
Premières automobiles vers 1910.
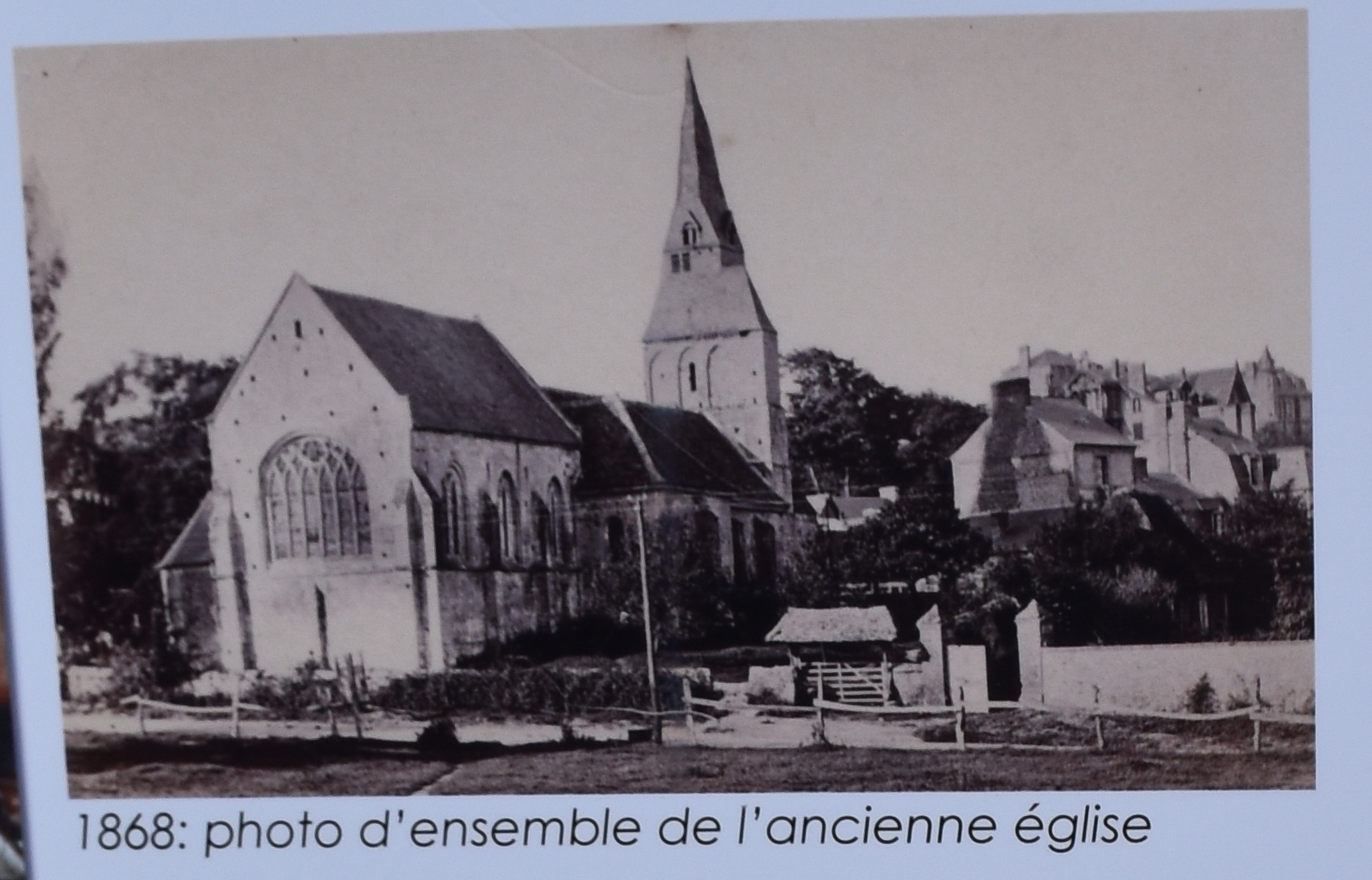
L'ancienne église.
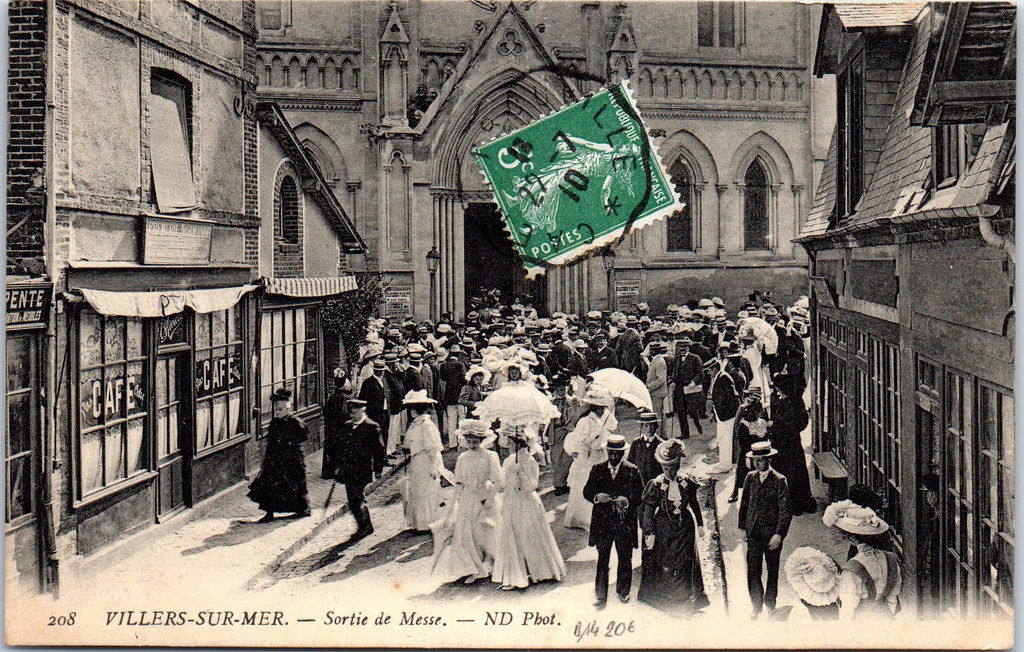
Sortie de messe, vers 1910.

Dans l'entre-deux-guerres, Villers-sur-Mer se développe toujours vers l'est. Dans les années 1930, la station fera l'objet d'un plan d'embellissement alors obligatoire pour les stations balnéaires, avec notamment la construction d'une nouvelle digue en 1934 et d'un nouveau quartier (rue du Docteur-Sicard entre le rond-point des Tennis et le rond-point du Plein-Air).

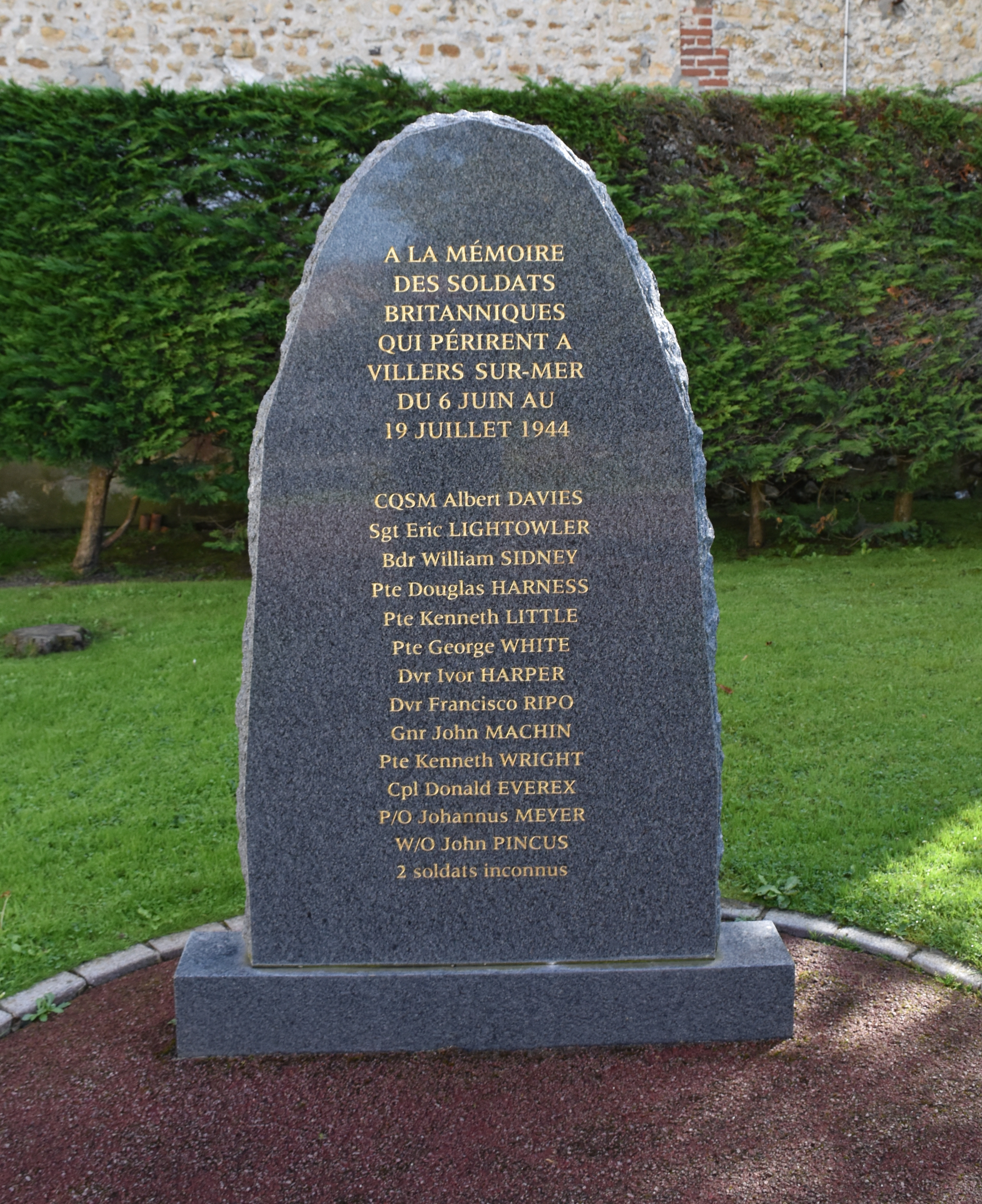
Monument en hommages aux soldats britanniques morts dans la commune du 6 juin au 19 juillet 1944.

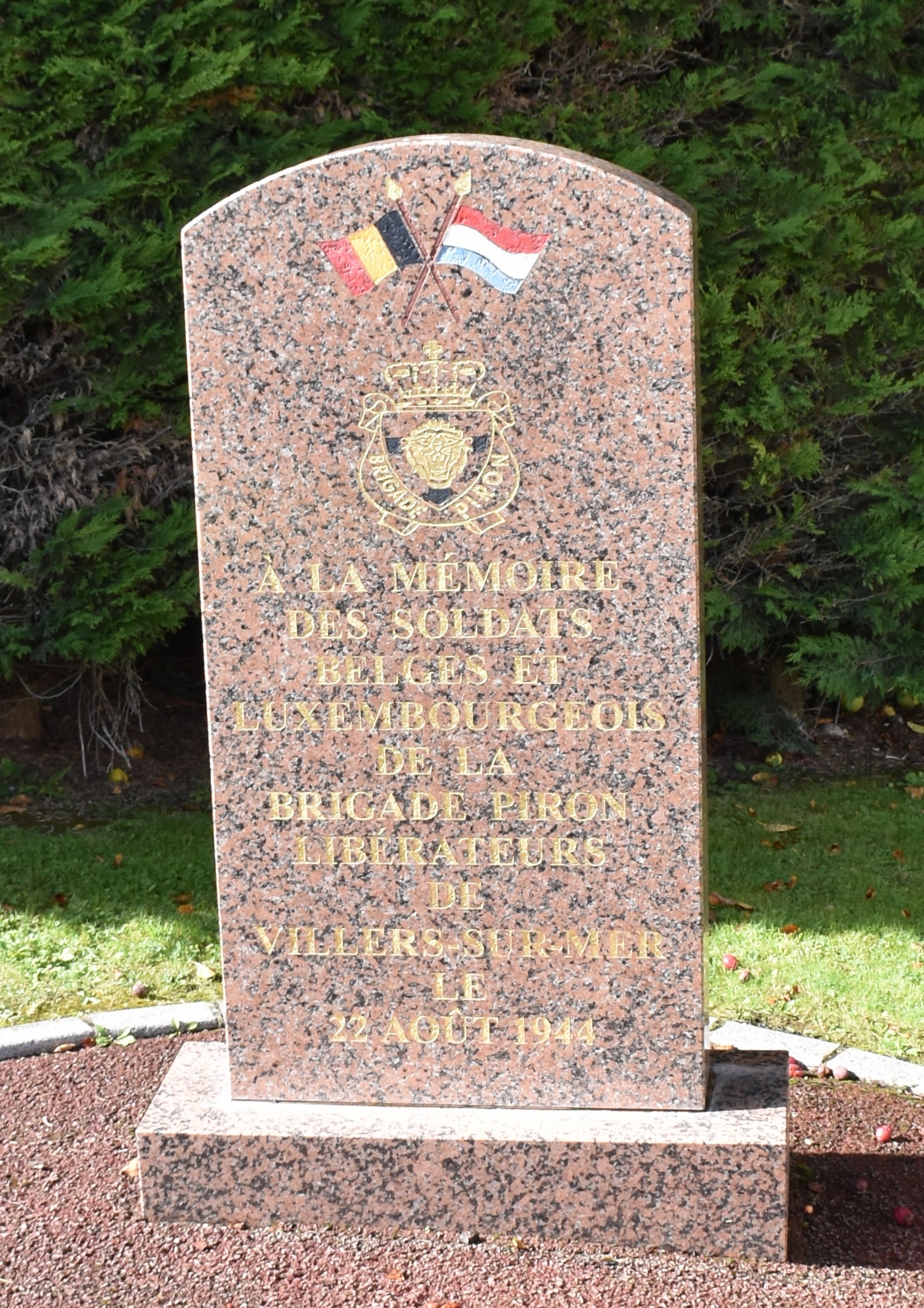
Monument à la mémoire des soldats belges et luxembourgeois de la brigade Piron, libératrice de la commune.

Pendant la Seconde Guerre mondiale, Villers-sur-Mer est occupée par l'armée allemande, ainsi qu'en atteste la présence de plusieurs blockhaus sur le territoire de la commune (quartier des falaises et de l'actuel Villers 2000).
À partir de juillet 1944, plusieurs opérations contre des navires alliés sont menées depuis les plages de la commune par des hommes-torpilles allemands à bord de Neger, avec pour résultat la destruction d'au moins deux navires stationnés face à Omaha Beach ; le croiseur anglais devenu polonais HMS Dragon par l'aspirant Potthast le 7 juillet 1944 et le destroyer Isis le 10 aout 1944.
Villers-sur-Mer est libérée le 22 août 1944 par la brigade belge du général Jean-Baptiste Piron.
À partir des années 1950, les nouveaux quartiers de l'est se développent, après la récession qui suit la fin de la Seconde Guerre mondiale et le début de ce que l'on appelle les « Trente Glorieuses ».
À partir des années 1970, Villers-sur-Mer accentue le développement du tourisme avec la création de Villers 2000, sa nouvelle digue (sur les anciens terrains marécageux et les anciennes dunes de sable) et la construction de nombreux lotissements (vers le quartier de la Gare et le château de San Carlo). Ce développement continue encore aujourd'hui plus en hauteur vers la route de Dives.

## Politique et administration

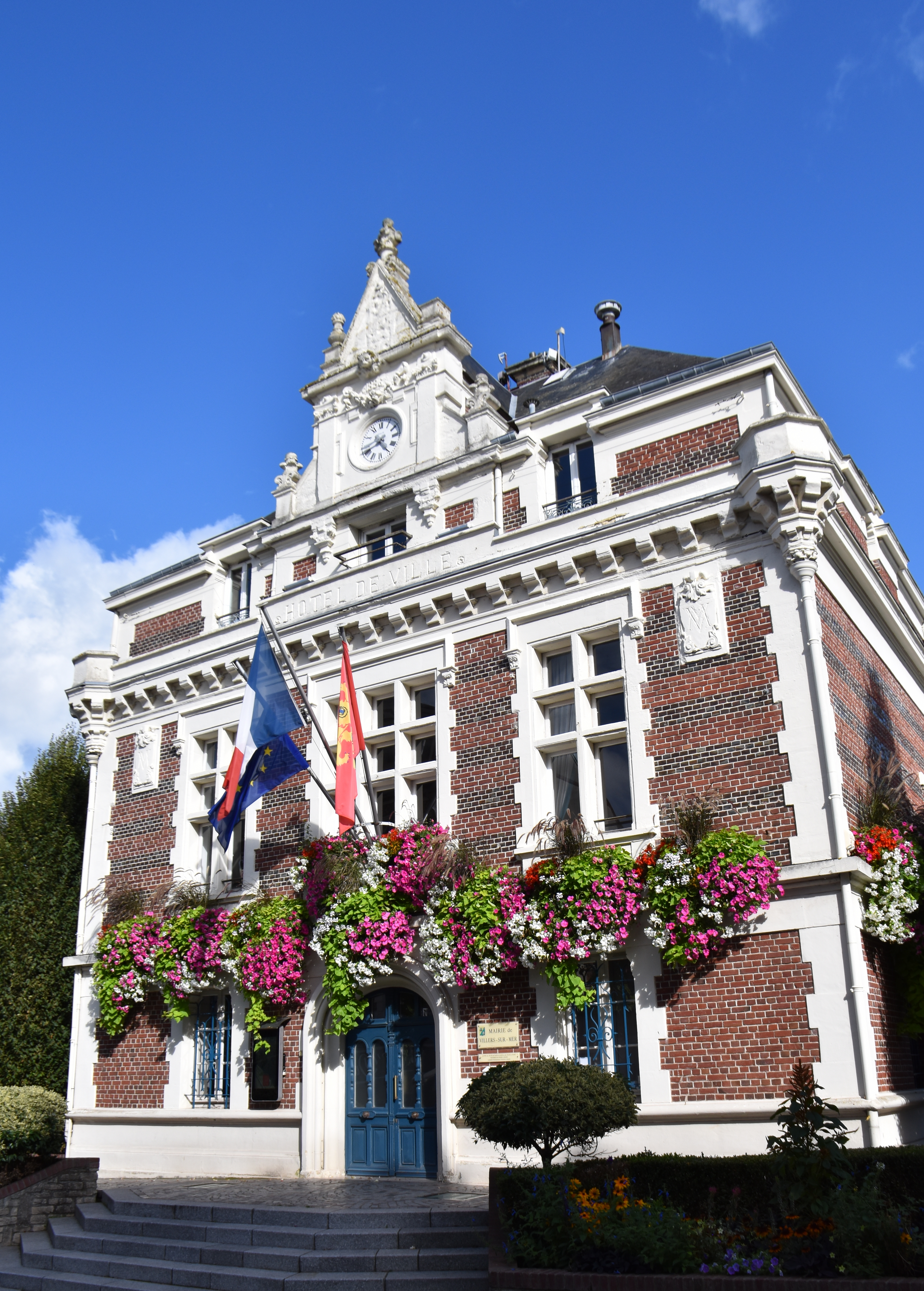
L'hôtel de ville.

### Rattachements administratifs et électoraux

#### Rattachements administratifs
La commune se trouve depuis 1926 dans l'arrondissement de Lisieux du département du Calvados.
Elle faisait partie de 1831 à 1949 du canton de Dozulé, année où la commune est intégrée au canton de Trouville-sur-Mer. Dans le cadre du redécoupage cantonal de 2014 en France, cette circonscription administrative territoriale a disparu, et le canton n'est plus qu'une circonscription électorale.

#### Rattachements électoraux
Pour les élections départementales, la commune fait partie depuis 2014 du canton de Pont-l'Évêque
Pour l'élection des députés, elle fait partie de la quatrième circonscription du Calvados.

### Intercommunalité
Villers-sur-Mer est membre de la communauté de communes Cœur Côte Fleurie, un établissement public de coopération intercommunale (EPCI) à fiscalité propre créé fin 2001 et auquel la commune avait transféré un certain nombre de ses compétences, dans les conditions déterminées par le code général des collectivités territoriales.
Toutefois, fin 2022, la commune, insatisfaite de la place qu'elle tient dans cette intercommunalité ressentie comme étant essentiellement au service du développement de Deauville, fait part d'une réflexion en vue de la quitter pour rejoindre la communauté de communes Normandie-Cabourg-Pays d'Auge. Dans ce cadre, Villers-sur-Mer quitte fin 2024 la Société publique locale inDeauville, qui constitue le réseau d'information et de valorisation du territoire de onze communes centré sur Deauville, et dont Villers est le second contributeur. Selon la municipalité, cela lui permettra de valoriser de manière autonome un « slow tourisme respectueux de l'environnement, des falaises des vaches noires et du marais ».

### Administration municipale
Compte tenu de la population de la commune, son conseil municipal est composé de vingt-trois membres, dont le maire et ses adjoints.

### Liste des maires
| Période                                  | Période                       | Identité          | Étiquette | Qualité |
| ---------------------------------------- | ----------------------------- | ----------------- | --------- | --- |
| Les données manquantes sont à compléter. |                               |                   |           | |
| 1922                                     | 1944                          | Georges Enault    |           | Chevalier de la Légion d'honneur Officier du Mérite agricole |
| Les données manquantes sont à compléter. |                               |                   |           | |
| avant 1953                               | mars 1959                     | Victor Duprez     |           | |
| mars 1959                                | mars 1965                     | Jean de Rouvray   |           | |
| mars 1965                                | 5 avril 1972                  | Victor Duprez     |           | Mort en fonction |
| 1972                                     | mars 1989                     | André Salesse,    | SE        | |
| mars 1989                                | juin 1995                     | Julien Perdrisot  | SE        | |
| juin 1995                                | 28 mars 2014                  | Gérard Vauclin    | SE        | Administrateur de biens |
| 28 mars 2014                             | 3 juillet 2020                | Jean-Paul Durand  | SE        | Médecin généraliste |
| 3 juillet 2020                           | 15 avril 2024,                | Thierry Granturco | SE        | Avocat Vice-président de la CC Cœur Côte Fleurie (2020 → 2024) Démissionnaire                                                                                        |
| 12 juillet 2024                          | En cours (au 14 juillet 2024) | Chhun-Na Lenglart | SE        | Ingénieure, gérante de société Deuxième adjointe au maire (2020 → 2024) Maire par intérim d'avril à juillet 2024 Élue à la suite d'une élection municipale partielle |

### Jumelages
- Boffzen (Allemagne) depuis 1977
- Wickham (Royaume-Uni) depuis 1978
- Leopoldsburg (Belgique) depuis 2021[47]

## Équipements et services publics

### Espaces publics
En 2016, la commune est une ville fleurie (trois fleurs) au concours des villes et villages fleuris.

## Population et société

### Démographie
L'évolution du nombre d'habitants est connue à travers les recensements de la population effectués dans la commune depuis 1793. Pour les communes de moins de 10 000 habitants, une enquête de recensement portant sur toute la population est réalisée tous les cinq ans, les populations de référence des années intermédiaires étant quant à elles estimées par interpolation ou extrapolation. Pour la commune, le premier recensement exhaustif entrant dans le cadre du nouveau dispositif a été réalisé en 2004.

En 2022, la commune comptait 2 437 habitants, en évolution de −9,54 % par rapport à 2016 (Calvados : +1,58 %, France hors Mayotte : +2,11 %).
| 1793 | 1800 | 1806 | 1821 | 1831 | 1836 | 1841 | 1846 | 1851 |
| ---- | ---- | ---- | ---- | ---- | ---- | ---- | ---- | ---- |
| 186  | 428  | 417  | 479  | 457  | 456  | 435  | 385  | 379  |

| 1856 | 1861 | 1866 | 1872 | 1876  | 1881  | 1886  | 1891  | 1896  |
| ---- | ---- | ---- | ---- | ----- | ----- | ----- | ----- | ----- |
| 407  | 478  | 989  | 969  | 1 124 | 1 469 | 1 520 | 1 342 | 1 408 |

| 1901  | 1906  | 1911  | 1921  | 1926  | 1931  | 1936  | 1946  | 1954  |
| ----- | ----- | ----- | ----- | ----- | ----- | ----- | ----- | ----- |
| 1 411 | 1 394 | 1 432 | 1 442 | 1 560 | 1 523 | 1 468 | 1 761 | 1 656 |

| 1962  | 1968  | 1975  | 1982  | 1990  | 1999  | 2004  | 2006  | 2009  |
| ----- | ----- | ----- | ----- | ----- | ----- | ----- | ----- | ----- |
| 1 608 | 1 669 | 1 769 | 1 853 | 2 019 | 2 318 | 2 566 | 2 541 | 2 707 |

| 2014  | 2019  | 2022  | - | - | - | - | - | - |
| ----- | ----- | ----- | - | - | - | - | - | - |
| 2 739 | 2 543 | 2 437 | - | - | - | - | - | - |

### Manifestations culturelles et festivités
- Festival Sable Show : Festival de musiques actuelles, les concerts se déroulent les mardis et vendredis soir de juillet et août pendant la saison touristique[52].
- Le Salon du livre : depuis 2015, 45 auteurs normands et nationaux se retrouvent au Villare, centre associatif et culturel pour présenter leurs ouvrages
- Festival des Nouveaux Talents et invités : depuis 1991 du 16 au 22 août chaque été, concerts d'excellence de musique de chambre grâce au soutien de la municipalité[53].
- Fête de la coquille : depuis 1996, le dernier week-end du mois d'octobre est l'occasion de fêter la coquille Saint-Jacques. Autour d'un marché proposant coquilles, fruits de mer et produits artisanaux, des animations culinaires et musicales sont proposées pendant deux jours[54].
- Les Concerts du Hameau Fleuri : première édition été 2013, troisième édition en 2015. La villa du Hameau Fleuri accueille des artistes français et internationaux (Gabriel Bacquier, Bernard Pisani, Jay Gottlieb, Pascal Contet, Éric Sammut, Jean-Pierre Drouet…) et ouvre ses portes pour proposer une saison de douze concerts qui se déroulent en plein air dans les jardins de la villa mais également dans d'autres lieux de la Côte Fleurie.
- Villers Games : depuis 2015, cet événement propose de découvrir les jeux vidéo sous toutes leurs formes pendant deux jours au printemps[55].

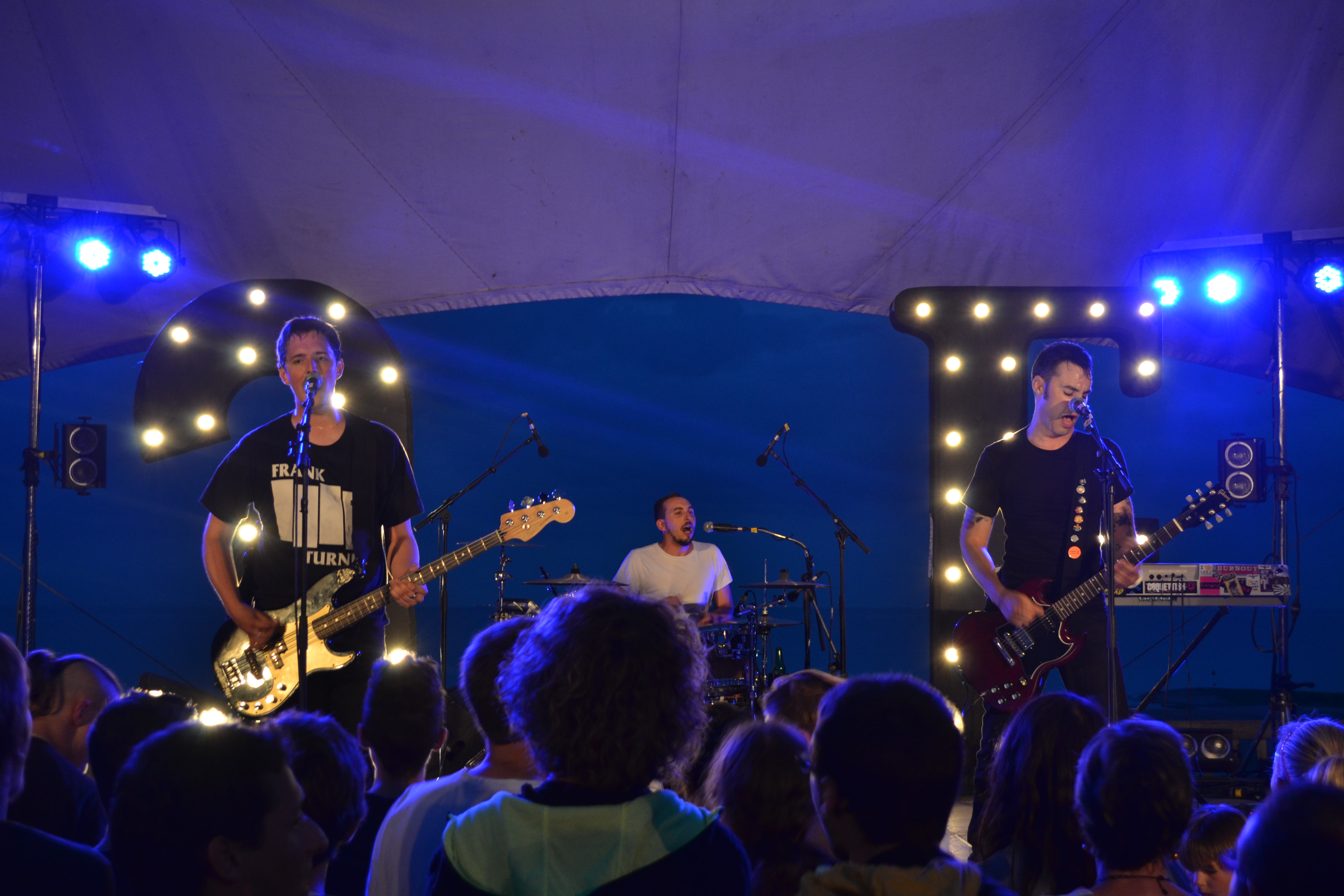
Festival Sable Show 2014.
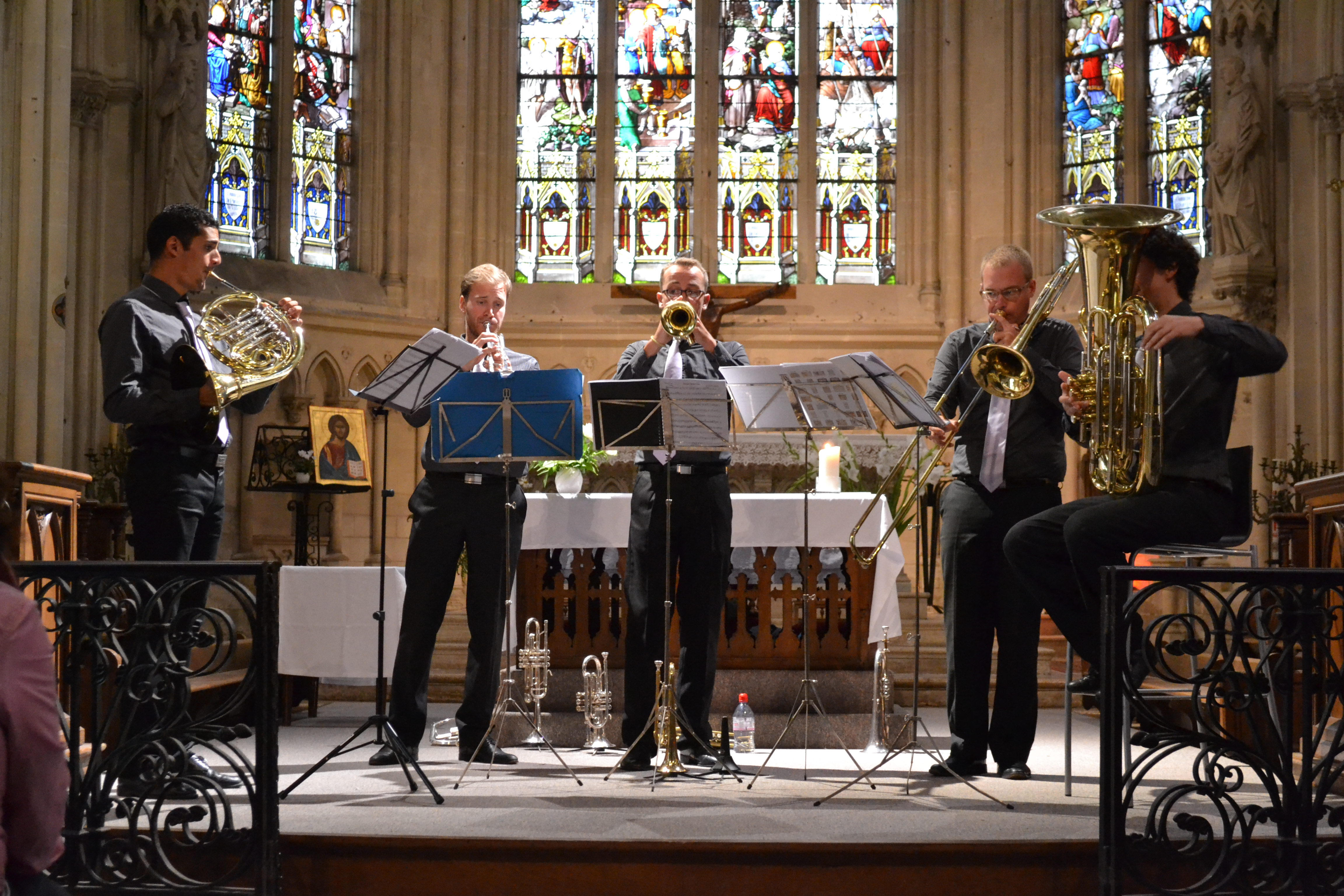
Festival des Nouveaux Talents 2014.
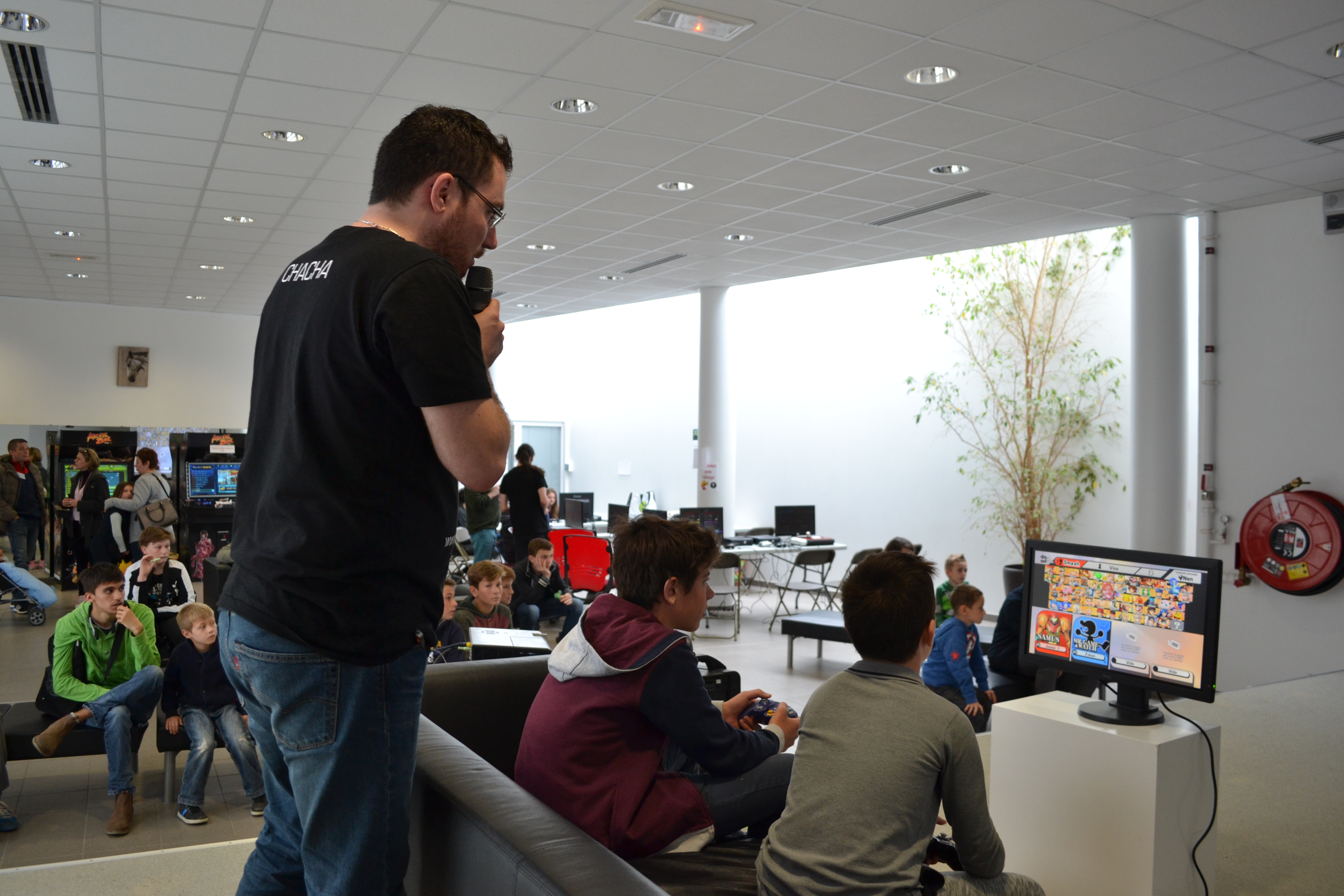
Villers Games 2017.

### Sports et loisirs
- Tennis : Villers-sur-Mer est dotée d'un tennis club fondé par Charles Fougères dans les années 1930 qui a vu passer de nombreux champions français, dont l'un des « Quatre Mousquetaires » : René Lacoste. Le club de tennis possède 17 terrains majoritairement en terre battue, dont 2 couverts.
- Cyclisme : Villers-sur-Mer est ville-étape du Tour de France en 1986.
- Volley ball : premier site balnéaire normand de volley de plage. Les tournois organisés par Christian Caldaguès et Guy Robin depuis quarante ans ont accueilli les meilleurs joueurs français et le tournoi de clôture en septembre est parrainé par l'AIFVB (association des internationaux du volley-ball français).
- Pôle nautique de Villers-Blonville[56], situé au pied des falaises des « Vaches Noires », labellisé « école française de voile », garantissant des navigations agréables en toute sécurité, le cercle nautique est ouvert à tous. L'école de voile propose en toutes saisons diverses formules de voile ou de char à voile. La flotte est composée d'optimist, pico, topaz 12, teddy, dart 16 et de bateaux collectifs pour six personnes. L'école de char à voile est ouverte toute l'année. Il est possible de pratiquer du kayak.
- L'AS Villers Houlgate Normandie Côte Fleurie (ASVH) fait évoluer douze équipes de football, dont l'équipe A en Championnat de France de football de National 2[57] et deux équipes de futsal en ligue de Basse-Normandie[58]. Le club participe chaque année à la Coupe de France de football avec son équipe fanion et a atteint à deux reprises le 8e tour (2018 et 2023).

### Vie associative
Villers-sur-Mer accueille un nombre relativement important d'associations loi de 1901 et a ouvert pour elles, en 2010, Le Villare, espace associatif et culturel, près de l'église.
Parmi les associations particulièrement actives figure notamment l'Association paléontologique de Villers-sur-Mer qui depuis 1979, offre un programme d'activités aux amateurs de fossiles et dispose de bons contacts avec les milieux scientifiques. Elle organise des excursions dans la région, des voyages d'études en France et à l'étranger et organise des conférences, dont trois par an qui sont destinées au grand public (juillet/août). Depuis 1995, elle publie une revue annuelle, L'Écho des Falaises, consacrée à des sujets relatifs à la paléontologie en Normandie (ISSN.1253-6946).
On peut également signaler l'Association des jeunes villersois (AJV), créée en 1965 et qui est assure, avec ses onze sections, de multiples activités à vocations sportive et socioculturelles.

### Médias
Journaux disparus, localisés à Villers-sur-Mer :
- Journal de Villers (1882-1884) ;
- Villers-Plage (1892) ;
- Journal de Villers-sur-Mer (1895-1896) ;
- L'Avenir de Villers (1898-1930) ;
- Villers-Journal (1902-1904) ;
- Le Courrier de Villers-sur-Mer (1928).

## Économie
Depuis mars 2009, Villers-sur-Mer bénéficie de la dénomination commune touristique.

## Culture locale et patrimoine

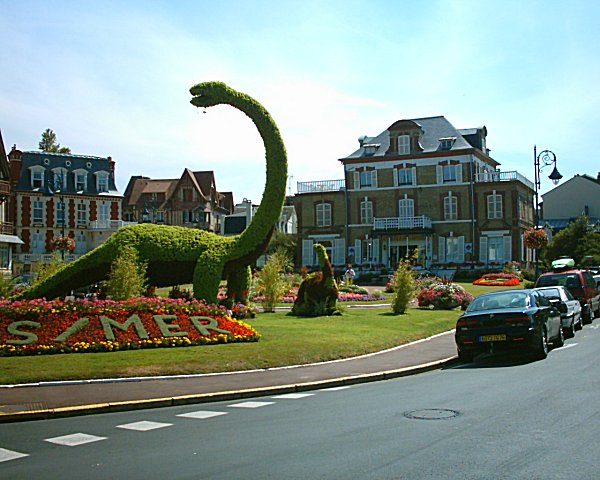
Place Jean-Mermoz avec le Diplodocus végétalisé et la villa Durenne (1854) qui abrite l'office de Tourisme.

### Lieux et monuments
- Église Saint-Martin de style néogothique, construite entre 1872 et 1898 en pierre calcaire de Caen ou de Ranville, sur les plans de Aimar Lavalley-Duperroux, dont les 51 vitraux de Duhamel-Marette sont renommés. Son clocher culmine à 35 mètres[63],[64]. Les vitraux de Duhamel-Marette sont classés au titre objet[65], ainsi que le tableau Saint Joseph père nourricier du Christ de Benjamin-Constant[66]. La verrière Nord dédiée à Saint-Joseph a fait l'objet d'une rénovation complète en 2024[67].

Des travaux de rénovation sont lancés en 2020, notamment la façade et le clocher.
- Château de Villers du XVIIe siècle en brique et pierre, avec des décors intérieurs de style Louis XV[69].
- Vestiges d'une motte féodale au sud de la ville, en bout de crête, au sommet du coteau[70].
- Nombreuses villas parmi lesquelles :
  - la villa Miramar : chalet de la Commission impériale de l'exposition universelle de 1867 de Paris, il est remonté en 1870 rue Foulans. Au cours du XXe siècle, il a été agrandi et renommé à plusieurs reprises[71],[72] ;
  - la villa Castellamare[73].
- Le dinosaure végétal et son petit face à la mer, sur le parterre fleuri de la place Jean-Mermoz, représente un des monuments principaux de Villers-sur-Mer[Note 9]. Devenu emblème de la ville, cette sculpture végétale rappelle les ossements de reptiles marins mésozoïques découverts dans les falaises des Vaches Noires, elle est démontée chaque année après le dernier week-end d'octobre et remise en place et fleurie au mois de juin.
- Le point de départ des falaises des Vaches Noires, gisement paléontologique de grande renommée scientifique fossiles, qui contient des invertébrés marins contenus dans les différentes couches jurassiques et crétacés (ammonites, bivalves, oursins, spongiaires…) mais également de nombreux ossements de reptiles marins mésozoïques (pliosaures, ichthyosaures, crocodiles des genres éteints Metriorhynchus et Steneosaurus et occasionnellement, des restes isolés de dinosaures théropodes)[74].
- Le Paléospace l'Odyssée, un musée ouvert en avril 2011, situé dans le marais non loin de la plage, seul site de Normandie consacré à la paléontologie (via la falaise des Vaches Noires), au méridien de Greenwich et au marais littoral et qui comprend depuis 2017 un planétarium[75]. Le musée bénéficie de l'appellation Musée de France et accueille chaque année plus de 70 000 visiteurs[76]
- Le marais de Blonville-Villers est une zone humide couvrant près de 150 ha dans la vallée de la Touques. Il s'agit d'un marais d'eau douce alimenté par les eaux de ruissellement de quatre bassins versants de 1 700 ha. Ce marais arrière-littoral est une roselière avant d'être aménagé au Moyen Âge en vue d'une valorisation agricole : le drainage par un réseau de 17 km de fossés et de canaux délimite des parcelles pour le maraîchage, la culture de céréales, l'embouche ou la fauche[77].
- Le Parc naturel du Marais[78].
- La plage et ses cabines de bain.
- Le Villare, espace associatif et culturel (près de l'église), qui accueille de nombreuses associations, événements et des expositions temporaires pendant toute l'année.

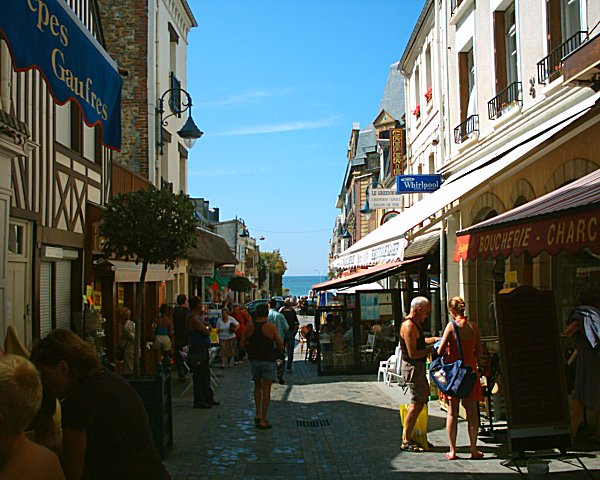
La rue Michel-d'Ornano.
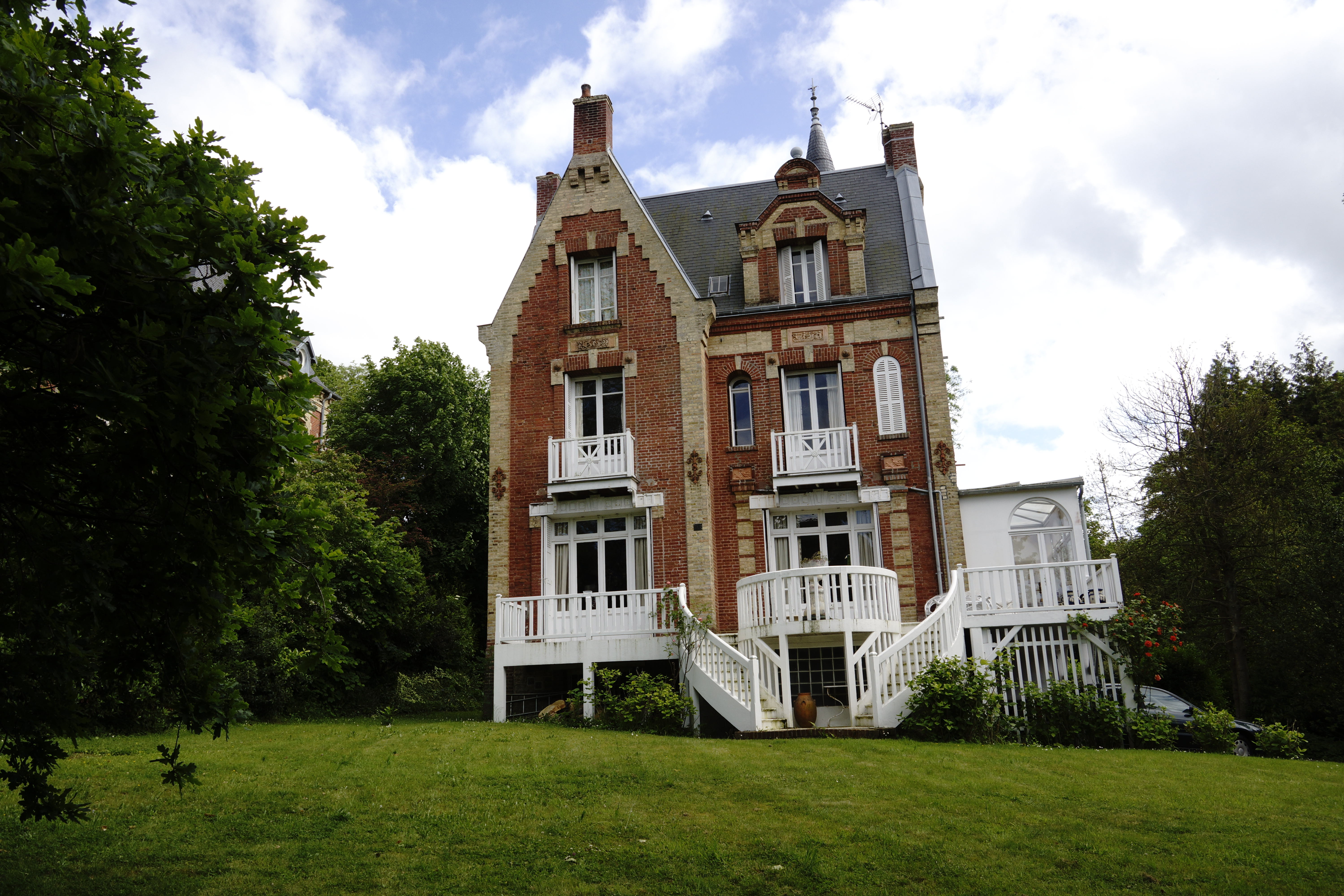
La villa du Hameau Fleuri.
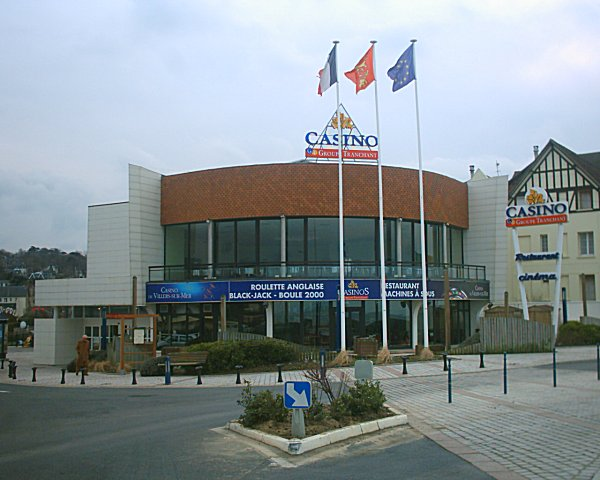
Le casino.
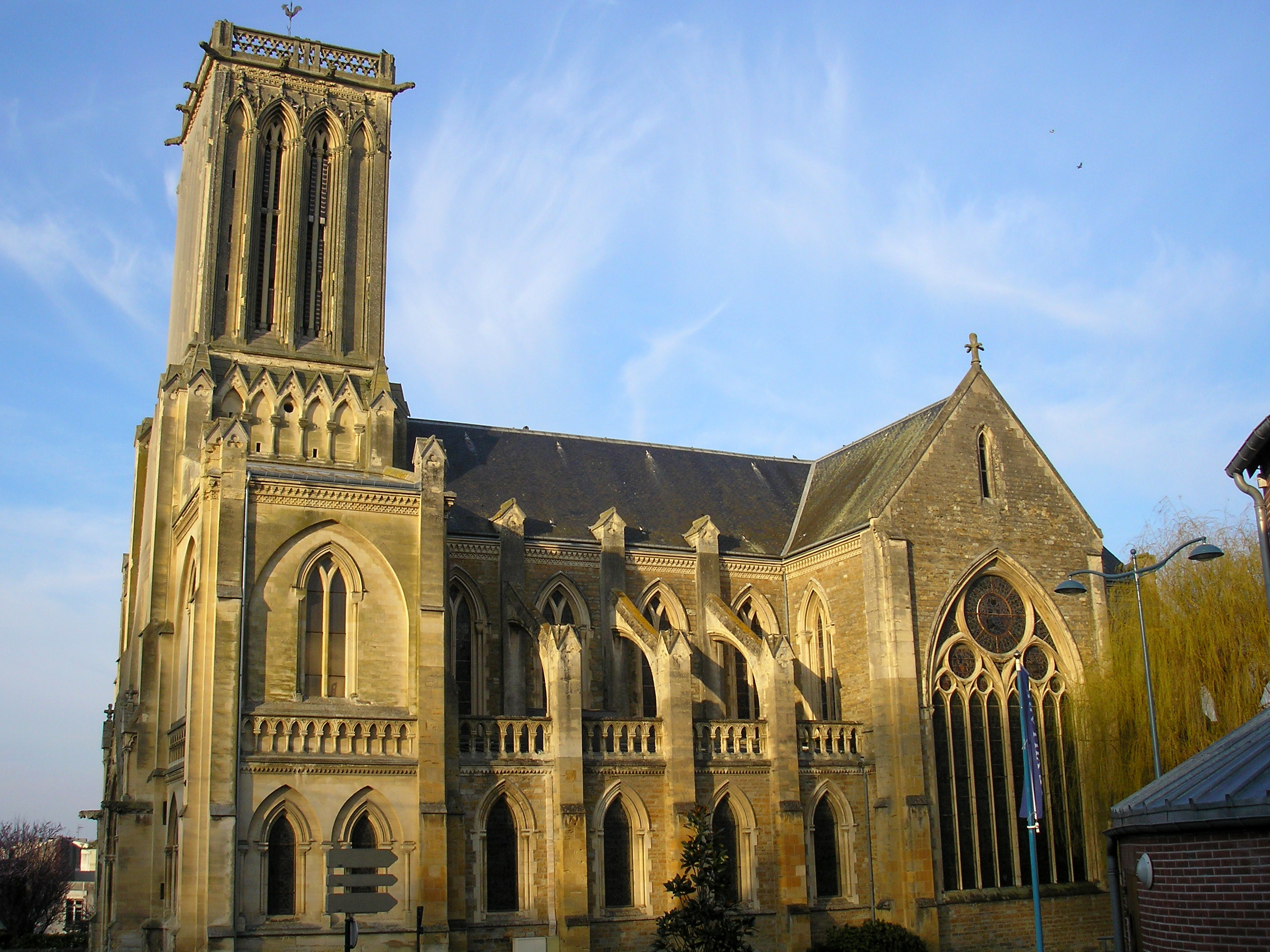
L'église Saint-Martin.
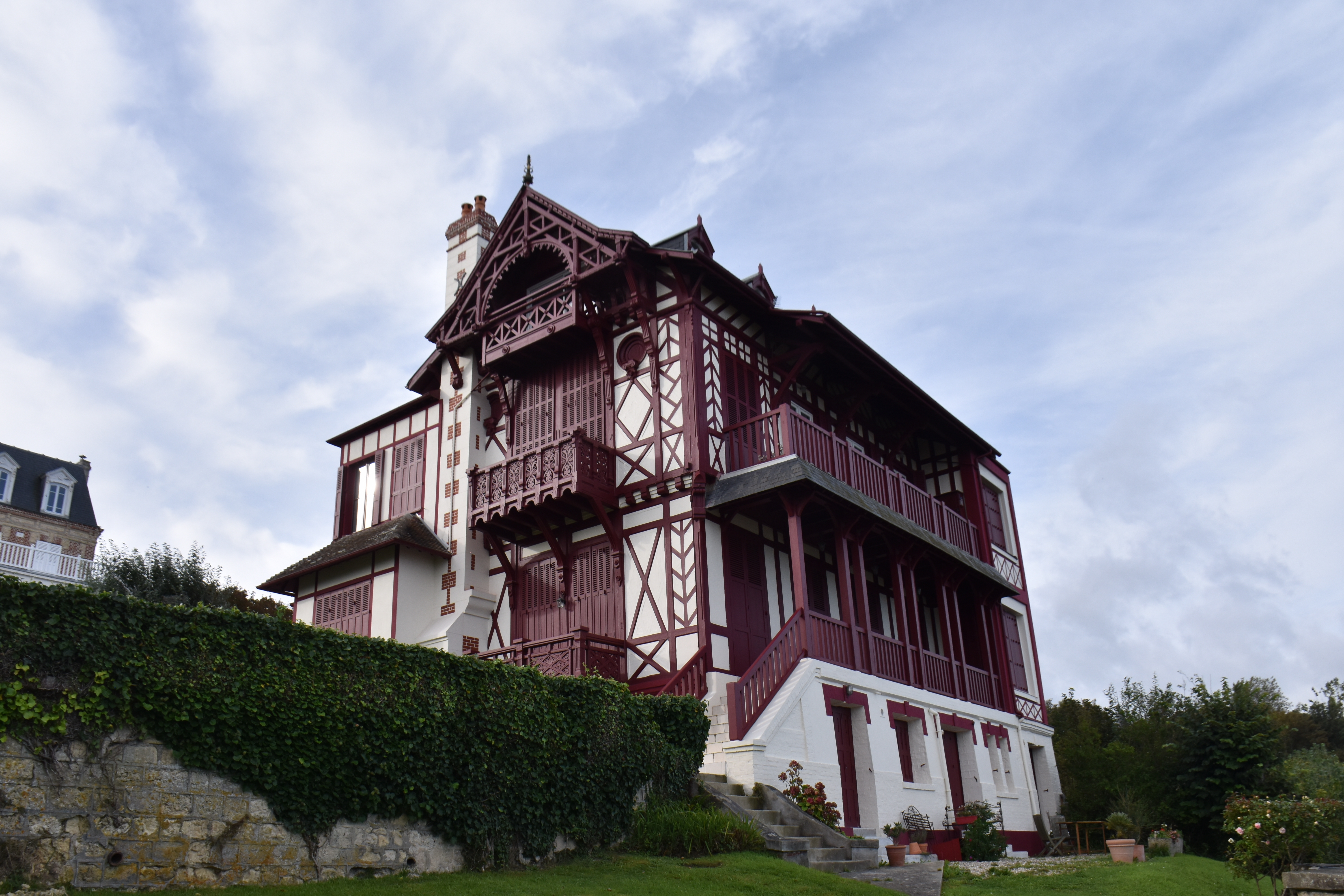
La villa Miramar.
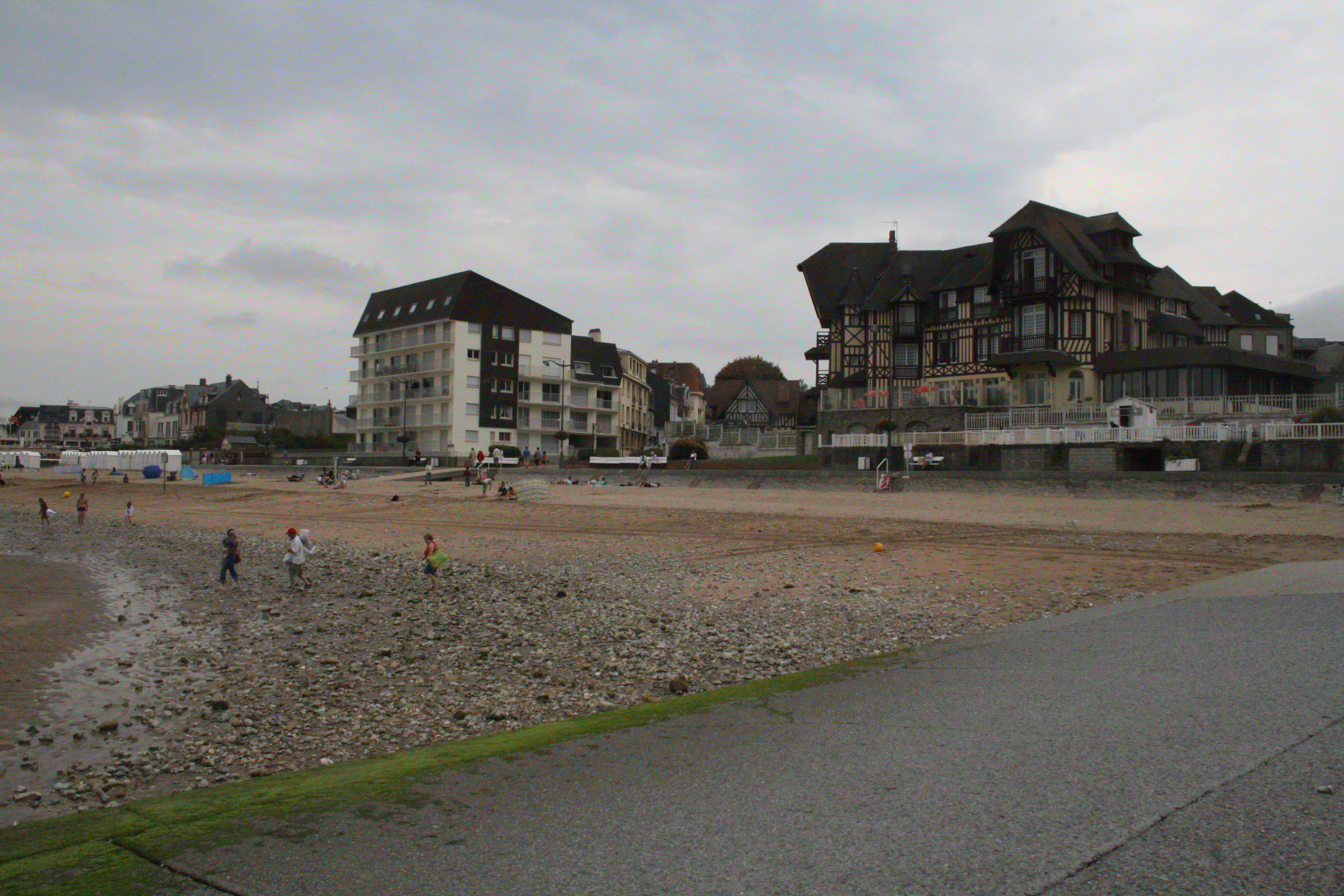
La villa Castellamare.
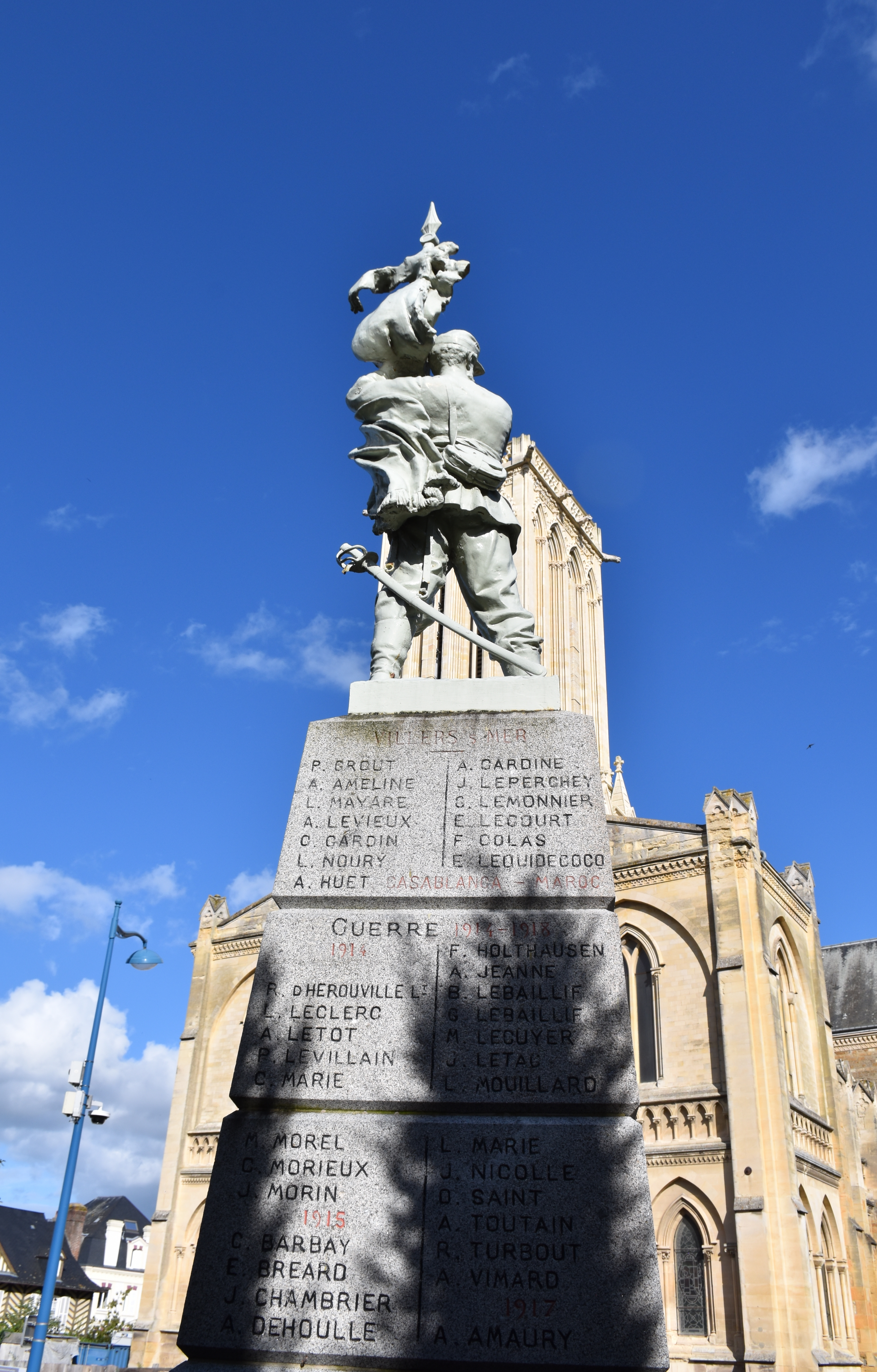
Le monument aux morts.

### Personnalités liées à la commune

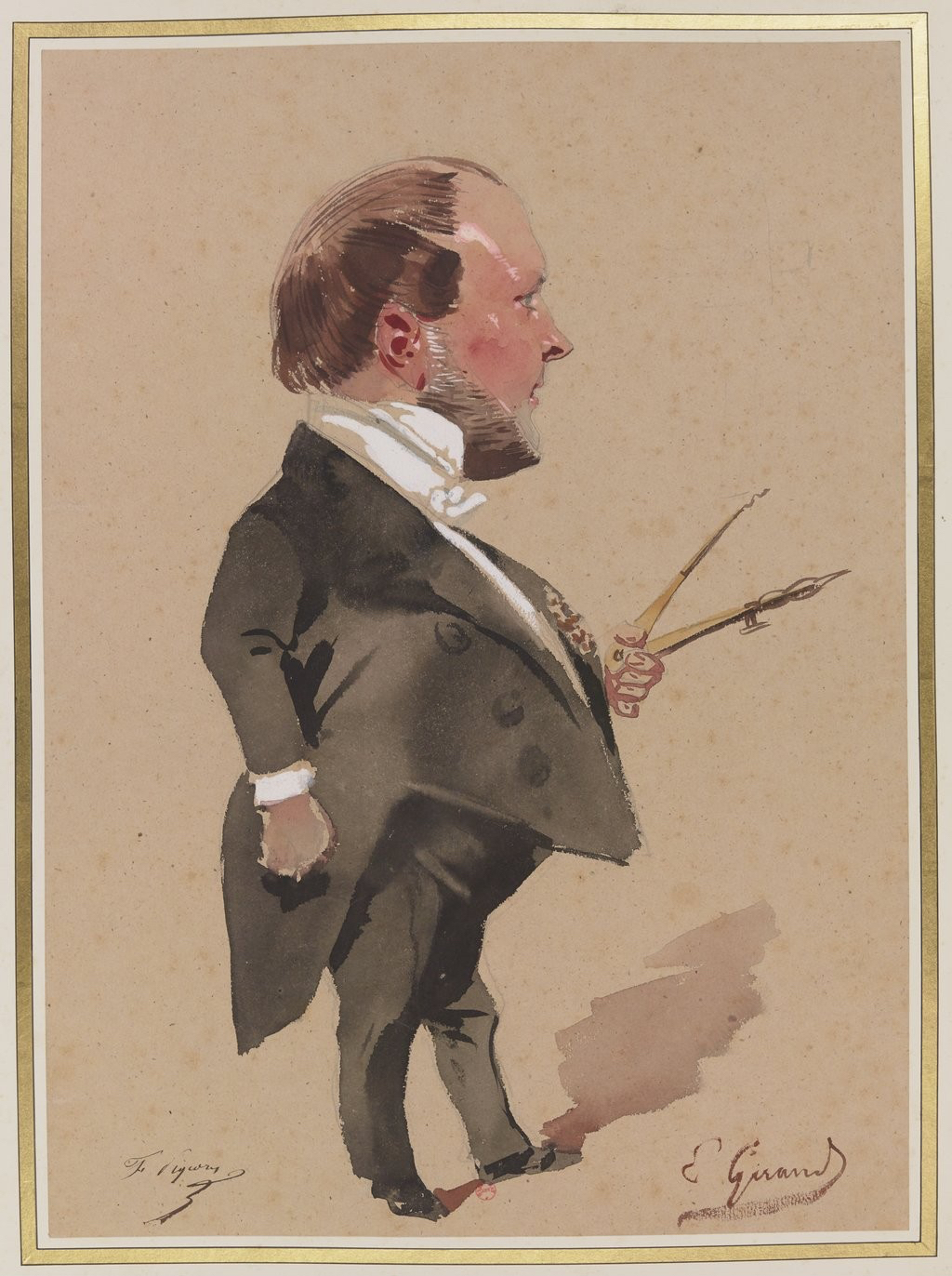
Félix Pigeory caricaturé par Pierre François Eugène Giraud.

- Anne Louise Boyvin d'Hardancourt Brillon de Jouy (1744-1824), musicienne et compositrice, amie de Boccherini, Fragonard et Benjamin Franklin, a résidé, depuis le Révolution française jusqu'à sa mort, à Villers-sur-Mer, où elle est enterrée au cimetière. Sa fille Cunégonde épousa Antoine Marie Paris d'Illins, et leur fils Raoul (1808-1874) fut maire de la ville.
- Pitre-Chevalier (1812-1863), co-fondateur de la station balnéaire, rédacteur en chef du journal Le Figaro, il choisit un terrain face à la baie de Seine pour faire édifier la villa Durenne, qui hébergera par la suite l'office de tourisme.
- Félix Pigeory (1813-1873), architecte français et [historien d'art, auteur d'hôtels particuliers. Il est le principal fondateur de la station balnéaire de Villers-sur-Mer.
- Paul Ernest Dupont (1816-1891), homme d'affaires et peintre, séjourne à Villers-sur-Mer[79],[80].
- Charles-Adolphe Demachy (1818-1888), banquier, a largement contribué au développement de la commune. Père de Robert Demachy. Il a fait construire la villa San Carlo.
- Félix Godefroid (1818-1897), harpiste et compositeur belge, mort dans sa résidence de Villers-sur-Mer.
- Charles Tillot (1825-1895), peintre, a séjourné souvent à Villers-sur-Mer dont il a peint la plage et les falaises.
- Pierre Ucciani (1851-1939), peintre corse, séjourne à Villers, d'abord chez sa première épouse Hortense Bégard[81], villa « Le Murmure », puis devenu veuf chez sa fille Marie-Renée Ucciani, villa « Corsica » jusqu'à sa mort[82],[83].
- Alfred Bruneau (1857-1934), compositeur français, propriétaire d'une villa à Villers-sur-Mer baptisée Le Paradou.
- Robert Demachy (1859-1936), photographe. Il réside à la villa San Carlo où il passe chaque été durant près de cinquante ans (des années 1880 aux années 1920). Il a réalisé de très nombreuses photographies de la commune et de ses environs.
- Georges Méliès (1861-1938), réalisateur, inventeur des trucages et du spectacle cinématographique, a passé ses vacances de juillet 1890 à Villers-sur-Mer. Il a tourné en 1896 un film intitulé Plage de Villers par gros temps.
- Édouard Foà (1862-1901), mort à Villers-sur-Mer, géographe et explorateur.
- Eugène Bénet (1863-1942), sculpteur français à qui l'on doit Le Poilu victorieux, séjourne à Villers villa Corsica chez son élève Marie-Renée Ucciani.
- Charles Koechlin (1867-1950), compositeur français, résident à Villers-sur-Mer durant ses vacances pendant toute sa vie.
- Léon Giran-Max (1867-1927), peintre français, trésorier du Salon des artistes français[84],[85], vient peindre avec son ami Pierre Ucciani, ils séjournent à Corsica chez Marie-Renée Ucciani.
- Élisabeth Fuss-Amoré (1879-1959), artiste peintre, sociétaire du Salon des artistes français et modèle d'Amedeo Modigliani, demeura à Villers successivement au « Murmure »[86], puis à la villa « Néra »[87], et enfin à « Corsica », villa de sa cousine Marie-Renée Ucciani.
- Marthe Chenal (1881-1947), cantatrice de l'Opéra qui a chanté la Marseillaise le 11 novembre 1918 depuis le balcon de l'Opéra de Paris, a passé de nombreuses vacances à Villers-sur-Mer dans sa villa du Cloître[88].
- Marie-Renée Ucciani (1883-1963), artiste peintre, sculptrice et sociétaire du Salon des artistes français, rachète à son oncle la villa Néra pour faire construire dans le jardin la villa Corsica, mieux exposée au nord pour y peindre[82],[89].
- Madeleine Barjac (1883-1974), née à Villers-sur-Mer, comédienne.
- Eugène Robert Defforges (1896-1945), né à Villers-sur-Mer, amiral, résistant.
- Jean-Baptiste Piron (1896-1974), commandant des Forces belges libres, dite Brigade Piron, libératrices de Villers-sur-Mer le 22 août 1944.
- Louis Armand (1905-1971), mort à Villers-sur-Mer, ingénieur, haut fonctionnaire, membre de l'Académie française et résistant.
- Raymond Delbeke (1911-1961), combattant et résistant 1939-45, neveu de Marie-Renée Ucciani, passe ses vacances en famille à Villers-sur-Mer.
- Jacques Isorni (1911-1995), avocat, écrivain, a séjourné dans la commune où il est enterré.
- Jacques Sternberg (1923-2006), écrivain belge qui passa ses vacances, de 1978 à 1985, à la villa Guy Vette, rue des Bains.
- Raymond Ruffin (1929-2007), écrivain, historien, chroniqueur d'origine normande, enterré dans la commune.
- Hervé Dubly (1935-2005), né à Villers-sur-Mer, peintre.
- Paul Mentré (1935-2020), conseiller municipal.
- Claude Lelouch (né en 1937), réalisateur, producteur, acteur, scénariste.
La digue Ouest porte depuis 2023 le nom de promenade Claude-Lelouch[90].
- Roland Urban (1939-2016) cascadeur, coureur automobile, réalisateur et producteur de cinéma, pour les festivals du cinéma, réside chez ses amis villa Corsica.
- Patrick Grainville (né en 1947 à Villers-sur-Mer), écrivain.
- François-Bernard Huyghe (1951-2022) politologue, écrivain et enseignant, et son épouse Édith (1954-2014) écrivain et journaliste, demeurent « villa Corsica » chez leur amie Nancy Bonnin Lo Méo écrivain, journaliste et enseignant[91],[92],[93],[94],[95].

### Villers-sur-Mer dans les arts et la culture
La dernière scène du film Les Quatre Cents Coups de François Truffaut a été tournée en 1959 sur la plage de Villers-sur-Mer (dernier tronçon de la rue Alfred-Feine).
Le film Les Misérables (1995) de Claude Lelouch a en partie été tourné à Villers-sur-Mer.
L'action du roman Les Refuges de Jérôme Loubry se déroule en grande partie à Villers-sur-Mer.

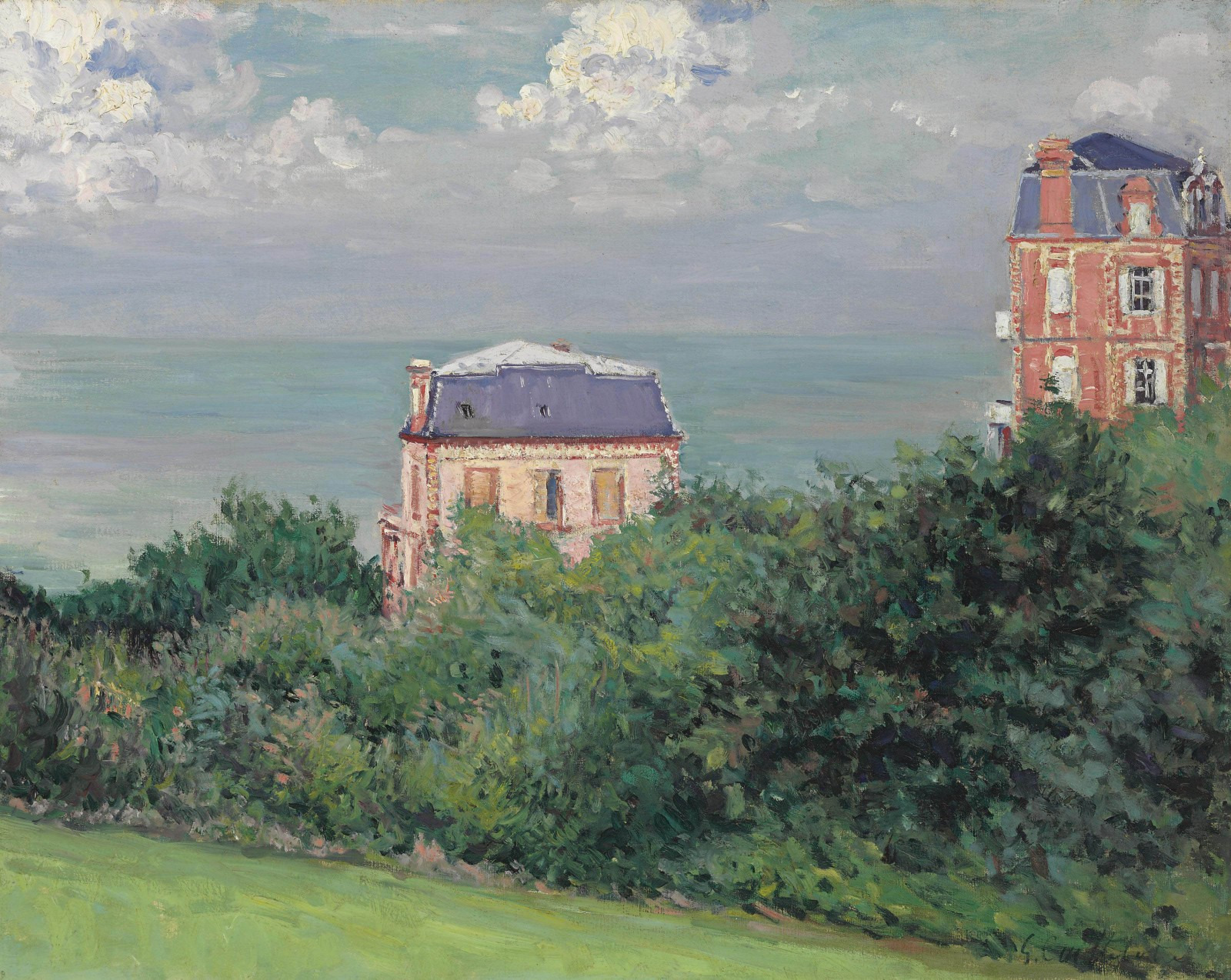
Gustave Caillebotte : Villas à Villers-sur-Mer, 1880.
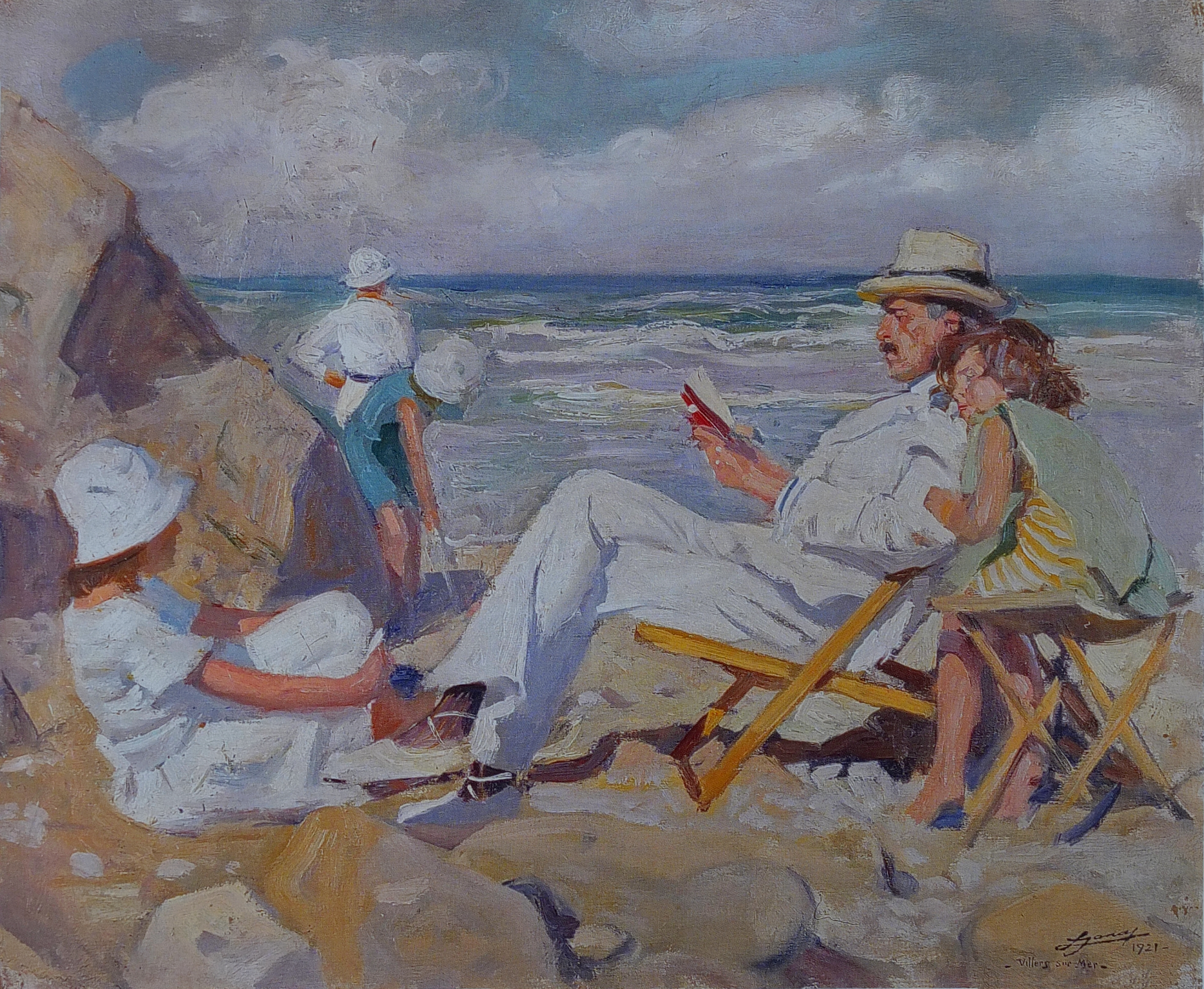
Lucien Jonas : La belle histoire, 1921.

### Héraldique
| Blason de Villers-sur-Mer | Blason  | Taillé : au premier d'or au drakkar d'azur, la voile chargée de deux léopards d'argent passant l'un sur l'autre, au second de sinople à la coquille d'escargot d'argent, à l'étoile de huit rais taillée d'azur et d'argent brochant en chef sur la partition. |
| Blason de Villers-sur-Mer | Détails | Le statut officiel du blason reste à déterminer. |